# Балашиха
Балаши́ха — крупнейший по численности населения и третий по площади территории (68,98 км² — 2022 год) город в Московской области Российской Федерации. Образует город областного подчинения с административной территорией и одноимённое муниципальное образование городской округ Балашиха. Входит в московскую агломерацию, население 530 311 чел. (2024).
Первое упоминание местности относится к XVI веку. Датой основания Балашихи принято считать 1830 год, статус города получен в 1939 году. Районный центр в 1941—2011 годах, с 1952 года — город областного подчинения. Ряд населённых пунктов были включены в состав Балашихи. Бывший старинный центр текстильной промышленности.

## Этимология
Название города связано с названием суконного предприятия, основанного в 1830 году на реке Пехорке в имении князя Ивана Николаевича Трубецкого. Производство получило название Балашинская мельница, затем — Балашинская мануфактура и Балашинская фабрика, в неформальной речи — «Балашиха». Название производства было перенесено на посёлок, в 1912 году — на железнодорожную станцию, а с 1939 года — на город.
Название мельницы может быть связано с антропонимом тюркского происхождения «Балаш», по мнению Н. А. Баскакова, образованного от слова Bal (дитя) с уменьшительно-ласкательным суффиксом s — дитятко, сыночек.
Другие версии происхождения названия:
- От диалектного «балах» (Калужница болотная) или прозвища, связанного с этим растением.[10]
- По названию мельницы (затем — сельца) Пло́шиха (другие варианты Бло́шиха, Блощиха, Блошино), находившейся на территории города[11][12].
- По другим версиям, название города связано со словом «балаши́ха» (луговое угодье, луг в некоторых русских говорах),[13] «площина» (ровное место, луг, а «площинка» — место, очищенное от леса).[14]

По мнению директора городского историко-краеведческого музея Балашихи Маргариты Шведченко, до 1940 года ударение ставилось на втором слоге. Перенос произошёл после возникновения в 1941 году Балаши́хинского района. Распространён также старый вариант ударения — Бала́шиха. В настоящее время вокруг ударения в названии города наблюдается масштабное противостояние. Местные жители организуют ликбезы и флешмобы в соцсетях, в которых объясняется, что правильно произносить название города как «Балаши́ха».

## География

Река Пехорка в черте города

Балашиха расположена в западной части Мещёрской низменности со слабоволнистым плоским рельефом, на песчано-галечной равнине, имеющей ледниковое происхождение. Почвы дерново-подзолистые и глеево-дерново-подзолистые. С увеличением глубины содержание песка увеличивается до 90—97 %. В окрестностях Балашихи есть отвалы, образованные из грунта, выбиравшегося при строительстве московского метрополитена.
Климат умеренно континентальный с достаточным увлажнением, формируется под воздействием воздушных масс Атлантического океана. Преобладают западные и юго-восточные ветры. В течение года через территорию района проходят западные и южные циклоны. Сумма активных среднесуточных температур воздуха составляет 1900—2100 градусов, среднегодовое количество осадков в значительной мере варьируется по годам и по многолетним наблюдениям составляет 500—650 мм. Среднегодовая влажность воздуха — 78 %.
Леса в основном смешанные. С запада елово-широколиственные, с востока сосново-широколиственные. Лесные массивы вклиниваются во все основные районы Балашихи. Главное богатство лесов — сосна. В борах верхний ярус составляют сосны, ели с примесью берёзы и дуба, широкое распространение по долинам рек имеет осина. Подлесок в таких лесах состоит из рябины, крушины, жимолости, почва покрыта ковром мхов, трав, ландышей, кислицы. Лиственные породы произрастают большей частью вдоль рек.
На растительный мир окрестностей города оказала существенное влияние деятельность человека. В старинных усадебных парках высаживались растения, в диком виде не растущие в здешних местах. Площадь городских и усадебных парков составляет более 240 га.
До сих пор вокруг Балашихи встречаются интродуценты — растения, привнесённые сюда человеком. Основу парков составляют, как правило, липовые посадки. В Горенках и Пехра-Яковлевском сохранились лиственница сибирская, тополь белый, спирея дубравколистная, боярышник, клён татарский. В окрестностях Балашихи можно встретить пихту сибирскую, каштан конский, ель колючую, орех маньчжурский, сирень венгерскую и обыкновенную, жимолость татарскую, черёмуху Маака. В Пехра-Яковлевском встречается такое экзотическое растение, как гречиха сахалинская, а в Горенках — фиалка душистая.
На территории города и в его окрестностях расположены около 60 водоёмов, озёр, прудов. Самые известные озёра: у восточной окраины — Аниськино и Бабошкино, на северо-западе — Мазуринское и Булганинское. Последнее озеро (фактически — пруд на реке Пехорке) не официально названо по имени советского государственного и военного деятеля Н. А. Булганина, который после выхода на пенсию в 1965 году проживал на даче на берегу озера. Официальное название — «Пруд Алексеевской Рощи».
Главной водной артерией Балашихи, которая пронизывает город с севера на юг, является река Пехорка, которая вместе с притоками образует уникальный комплекс прудов, формировавшийся на протяжении нескольких столетий. Ещё в XV—XVI веках при небольших поселениях были созданы маленькие пруды, один из которых, при впадении в Пехорку речки Малашки, в районе села Никольско-Трубецкое, сохранился до настоящего времени. В XVII—XVIII веках в ходе строительства фабрик на Пехорке возникла новая система прудов. Дамбы и плотины были возведены в Пехра-Покровском, Блошихе, Леонове, Акатове. В северной части Пехорки был создан Маланьин пруд, который хорошо виден со Щёлковского шоссе. При балашихинской фабрике возник свой пруд, ширина которого составляла 150 метров. Чуть южнее, у сельца Сусаново-Гущинки (в районе нынешнего городского парка культуры и отдыха), был образован ещё один пруд длиной 800 метров и шириной 130 метров.
После расширения в 2003—2004 годах город занимает обширную территорию к востоку от Москвы, простираясь с севера на юг на 16 км, а с запада на восток — на 19 км. Город расположен на реках Пехорке и Горенке. На городской территории расположены девять (с 2022 года — десять) остановочных пунктов железной дороги (платформа Горенки и станция Балашиха — на ветке от станции Реутово, и пять (с 2022 — шесть) платформ — Никольское, Салтыковская, Кучино, Чёрное, Заря, а также Ольгино (с 2022), и станции Железнодорожная и Купавна (частично) — на главной линии Горьковского направления Московской железной дороги). Главные автотранспортные артерии: М7 шоссе Энтузиастов, А103 Щёлковское шоссе, Носовихинское шоссе.

## Герб и флаг
Описание флага Балашихи до объединения с г. Железнодорожным:
«В червлёном поле, расторгнутое вверху справа стеннозубчатое кольцо, сопровождаемое справа вверху изогнутой сообразно кольцу ветвью о восьми листах, слева вверху циркулем, касающимся левым остриём кольца; все фигуры золотые».
Описание флага Балашихи после объединения с г. Железнодорожным:
«Прямоугольное двухстороннее полотнище с отношением ширины к длине 2:3, составленное из четырёх прямоугольных частей красного (у древка вверху и у свободного края внизу) и голубого цвета. В середине каждой части полотнища изображены фигуры из герба городского округа Балашиха: на красной части — часть шестерни, ветка и циркуль (все жёлтые), а на голубой части — восходящее снизу жёлтое солнце, а над ним белая конская дуга с колокольчиком».
Ветка дерева отражает зелёную зону Подмосковья, так как Балашихинский район относится к лесопарковому защитному поясу Москвы. Шестерня и циркуль символизируют промышленность и науку, являющиеся градообразующими характеристиками города и района. Красный цвет — символ жизнеутверждающей силы, мужества, праздника и красоты. Золото — символ солнечного света, богатства, великодушия.
Флаг представляет собой красное полотнище с отношением ширины к длине 2:3, несущее изображение фигур герба города с жёлтой полосой вдоль древка в 1/6 флага. Флаг был разработан на основе герба и имеет то же значение, также прибавляется жёлтая полоса, показывающая, что город расположен вдоль исторического Владимирского тракта.
Герб Балашихи и района создан на основе исторического герба и утверждён 30 июня 1999 года Решением Совета депутатов Балашихинского района № 45/185. Авторы герба: Н. Любимов, К. Мочёнов, Р. Маланичев. Автор флага: Константин Мочёнов. Герб и флаг внесены в Государственный геральдический регистр РФ под № 494 и № 495, соответственно.

## История

### Первые поселения
Древнейшие поселения в окрестностях нынешней Балашихи существовали с VII века до н. э. На это указывают могильники и места жертвоприношений по берегам рек Горенки и Пехорки. Территория, занимаемая ныне Балашихой, в X веке была заселена славянскими племенами, о чём свидетельствуют Балашихинские курганы и городище. На территории района находится более 350 курганных захоронений кривичей и вятичей, наиболее крупные из которых — Акатовские, Дятловские и Милетские.
В километре от Акатова, южнее усадьбы Пехра-Яковлевское, на левом берегу Пехорки, в урочище Лисья гора находится городище XII—XIV веков, которое, по мнению археологов, являлось одним из центров управления Московским княжеством на самом раннем этапе его развития. На правом берегу Пехорки, при впадении в неё речки Горенки расположено некогда богатое селище, предположительно, родовое поселение бояр Акатовых, которое существовало здесь в XIV—XVIII веках.
Сёла Пехра-Покровское и Пехра-Яковлевское получили названия по имени реки. Впервые волость Похряне упоминается в духовной грамоте великого князя Московского Ивана Даниловича Калиты 1336 года. В 1380—1381 годах северо-восточная часть волости была променяна великим князем Дмитрием Ивановичем Донским Кремлёвскому Чудову монастырю.
Поселения вдоль Стромынского тракта (ныне Щёлковское шоссе) принадлежали московским князьям и царям. Писцовые книги 1573—1574 годов упоминают о монастырской деревне Остеево на левом берегу Пехорки, ниже впадения в неё Малашки, с угодьями и мельницей. К концу XVII столетия деревня перестала существовать. Сейчас на этом месте находится улица Заречная.

### История с XVII по XIX век
Первое упоминание о Балашихе (в те времена — «мельница Плошиха») относится к XVI веку.
Сложилась Балашиха из бывших деревень Плошиха (Блошино), Леоново, Николаевка, Зелёная Роща, Никольско-Трубецкое, Гущинка (Саусаново) и усадеб, среди которых наиболее известны Горенки и Пехра-Яковлевское.
При первых Романовых запустевшие в Смутное время сёла получают новую жизнь. На рубеже XVI—XVII веков здесь формируется Измайловская волость. При царе Алексее Михайловиче в 1667 году в междуречье Пехорки и Малашки строится село Никольско-Трубецкое. Восстанавливаются деревни Лукино, Абрамцево, село Щитниково и присёлок Гольяново. К северу и к югу от тракта разрабатываются богатые лесные и охотничьи угодья, на реках ставятся мельницы. На землях деревни Лукино был построен каменный Алексеевский дворец. К началу XIX века он обветшал и был разобран, а кирпич и камень пошли на постройку существующей поныне церкви Покрова Пресвятой Богородицы в соседнем селе Пехра-Покровское.
Село Пехра-Покровское принадлежало московскому Богоявленскому монастырю, а после секуляризации церковных земель при Екатерине II перешло в казну, в Коллегию экономии. В 1800 году в селе имелась шёлковая фабрика московских купцов Герасима и Никиты Петровых. Пехорские платки с золотым и серебряным шитьём продавались на ярмарках по 6-7 рублей, что составляло годовой доход крестьянина в то время.
Ниже по реке Пехорке на левом берегу с 1760 года известна мельница Гущинка. Вокруг неё возникло небольшое селение, получившее название и от мельницы, и от хозяйки (купчихи Сусанны Беер) — Сусаново-Гущинка.
Село Пехра-Яковлевское известно с XVI века. На протяжении почти 250 лет село принадлежало княжескому роду Голицыных, начиная с 1591 года, когда село приобрёл князь Андрей Голицын. В 1764—1773 годах генерал-поручик Пётр Голицын начал разбивку сада и парка, его сын Михаил с 1782 года приступил к строительству дворца-усадьбы. Создание усадебного комплекса Пехра-Яковлевского связывают с именами архитекторов Карла Бланка и Адама Менеласа. В комплекс входит церковь Спаса Нерукотворного Образа (в наше время вновь освящена во имя Преображения Господня). Для нужд строительства в усадьбе был построен кирпичный завод, действовал конный завод. Голицыным принадлежала и соседняя деревня Леоново.
С 1576—1578 годов упоминается в писцовых книгах село Чижево на реке Горенка. В 1640 году на пустоши по левому берегу реки боярин Никифор Плещеев-Чермный основал деревню Горенки. Князь Юрий Хилков построил здесь в 1693 году господский двор — приданое его дочери Прасковьи, выданной в 1707 году за князя Алексея Долгорукова.
Новый хозяин в 1724 году присоединил к этому имению Чижево и правобережные Горенки и начал строить первый дворец. В 1747 году имение было продано фавориту императрицы графу Алексею Разумовскому. После его смерти Горенками стал владеть его племянник Алексей. При нём дворец был перестроен, по проекту Менеласа, разбит богатый парк с каскадом прудов и оранжереями, ботанический сад (его коллекции сейчас находятся в Московском университете). Коллекция растений превышала 7000 видов.

### Развитие Балашихи с 1830 до 1917 года

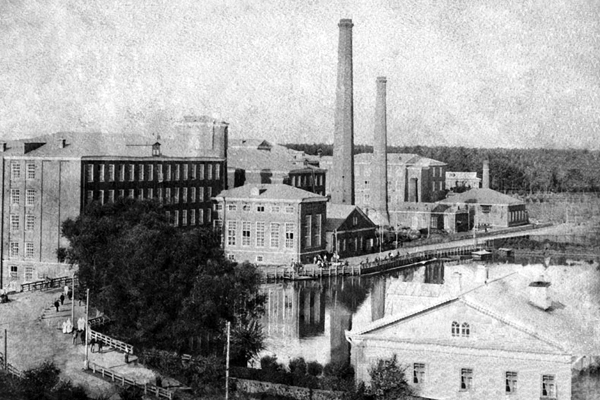
Вид на Балашихинскую хлопкопрядильную фабрику

Временем основания Балашихи принято считать 1830 год, когда князь Трубецкой вместе с купцом Павлом Молошниковым построил на месте плотины и мельницы небольшую деревянную фабрику по производству сукна. В 1846 году купец Павел Молошников перестраивает её под производство хлопчатобумажных тканей. На месте бывшего сельца Блошино вскоре выстраивают новый пятиэтажный корпус, куда в 1850 году и переводится основное производство. В то время на 128 машинах с 10 тысячами веретён трудились 510 рабочих. Фабрика производила 5130 пудов пряжи в год на 129 тысяч 467 рублей серебром.

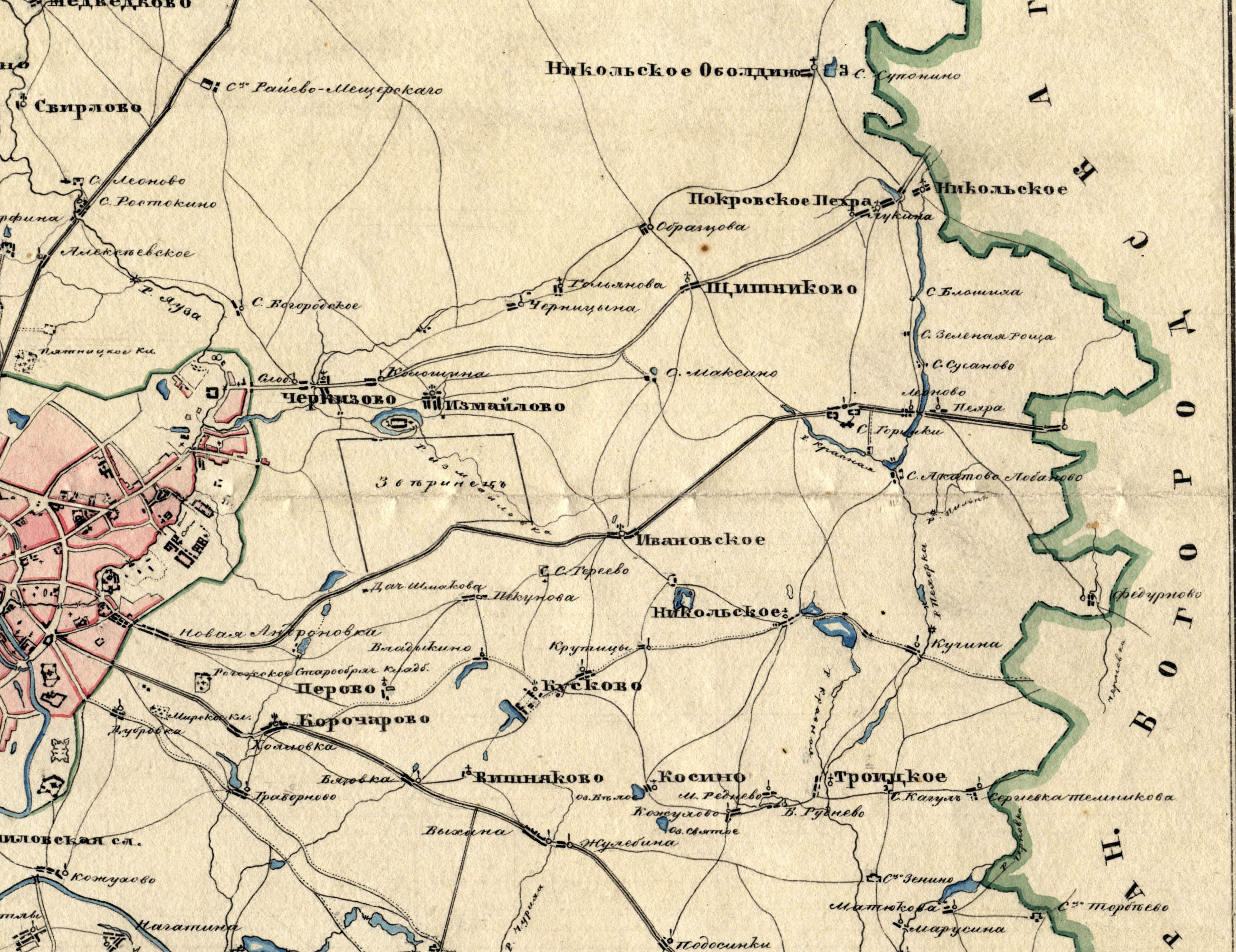
Территория Балашихи на карте Московского уезда 1849 года

В том же 1850 году из Англии выписывается 50-сильный паровой двигатель фирмы «Пратт» с воздушным охлаждением. Для монтажа нового оборудования в том же году в Балашиху приехал мастер Майкл Лунн, который возглавлял фабрику на протяжении 45 лет.
В 1873 году купцы и фабриканты Иван Карзинкин, Павел Шелапутин, Михаил Щеглов вместе с Лунном образовали Товарищество на паях «Балашинская мануфактура». В 1875 году на производстве было почти 22 тысячи веретён, а основной капитал Товарищества составил 600 тысяч рублей. В 1879 году на мануфактуре насчитывалось 905 рабочих, а сумма годового производства превысила 1 млн рублей, а уже через 11 лет, в 1890 году, на фабрике работало 2687 рабочих, а сумма годового производства увеличилась почти в 3 раза.
Начало XX века ознаменовалось для мануфактуры ещё большим экономическим ростом. В 1903 году число рабочих на ней превышало 3 тысячи человек, а сумма годового производства приблизилась к 5 млн рублей. Вокруг предприятия возникло фабричное поселение, получившее законченный вид к 1907—1910 годам.
К 1914 году фабрика представляла собой сложный хозяйственный механизм — промышленные корпуса и кирпичные рабочие казармы, школа, больница, рабочее училище, богадельня. В 1912 году от Реутова к фабрике была проложена железнодорожная ветка с многочисленными подъездными путями. На станции Балашиха размещалась почтово-телеграфная контора — первый узел связи будущего города. В окрестностях Бисерова озера для фабрики добывался торф, от Богородска протянули линию электропередачи.
В 1821 году купцом Иваном Четвериковым в урочище Зелёная Роща (бывший Блашинский овраг) была основана шерстоткацкая (суконная) фабрика. Фабрика изначально была очень скромной. В 1843 году здесь работало всего 92 человека, в цехах действовало 16 машин, а годовой объём продукции (сурового сукна) оценивался в 60 тысяч рублей. В 1903 году на фабрике, принадлежавшей тогда Торговому дому И. Ф. Петрова и И. В. Щеглова, работало 355 человек. Сумма годового производства превысила 300 тыс. руб.
В 1907 году на фабрике вспыхнул сильный пожар, который уничтожил основной каменный корпус. В 1908 году на месте сгоревшего здания отстроили новый производственный корпус вместе с водонапорной башней. Автором проекта стал известный российский зодчий Иван Иванович Поздеев, который с 1903 года являлся архитектором Храма Христа Спасителя в Москве.
На месте мельницы Гущинки в начале XX века предприниматель Александр Пименов основал небольшую фабрику искусственной овчинки. По размерам и объёму производства она не могла конкурировать с соседями, но фабричное сельцо Сусаново-Гущинка также стало центром притяжения будущего города.
Во время строительства железной дороги Москва — Нижний Новгород в 1863 году по просьбе князя Петра Дмитриевича Салтыкова был сооружён полустанок, получивший название Салтыковка.
По обе стороны железной дороги стали строиться дома и дачи. С правой, южной стороны селились в основном москвичи-дачники, и посёлок по аналогии с московскими был назван Ново-Сокольники. По другую сторону дороги, на северной стороне, стали селиться мелкие служащие, железнодорожники. Посёлок назвали Салтыковка. Спустя полвека оба посёлка были объединены под общим названием Салтыковка.
В 1893 году имение и прилегающие к нему земли перешли во владение помещика Н. Н. Ковалёва. Он прорубил просеки в лесу, разбил землю на участки и стал их продавать под застройку дач.
Салтыковка, начиная с 80-х годов XIX столетия, стала притягательным местом для многих представителей творческой интеллигенции. Здесь жили известные художники и скульпторы, артисты и писатели, деятели науки и просвещения. Здесь одно время жил и замечательный мастер русского пейзажа, художник с мировым именем Исаак Ильич Левитан.

### Советский период

#### 1917—1941 годы
В июле 1917 года на Балашинской мануфактуре был образован фабрично-заводской комитет, игравший роль первичной ячейки самоуправления. Управлявший мануфактурой до революции Эдвин Лунн эмигрировал в Великобританию, другой управляющий, Логин Карзинкин, был арестован. Ни одного трудового конфликта на предприятиях волости в 1917—1918 годах зарегистрировано не было. В 1920 году по числу работающих предприятий Разинский район с населением более 60 000 человек занимал второе место в Московском уезде.

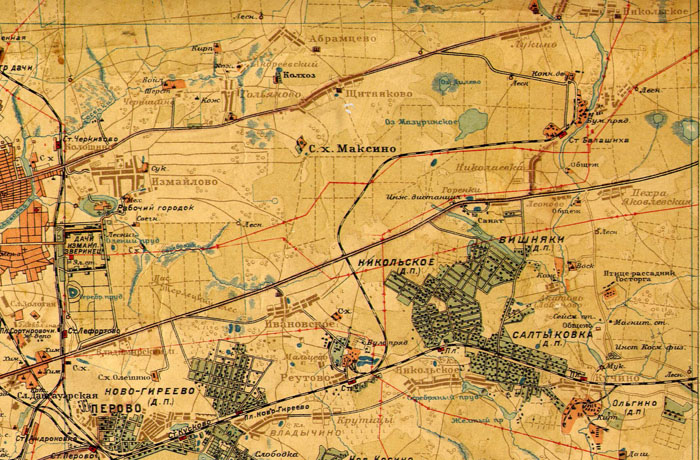
Территория Балашихи на карте Московской области 1931 года

В 1921 году Балашинская мануфактура была подчинена Хлопчатобумажному отделу Мостекстиля. К этому времени количество рабочих сократилось с 2814 до 1495 человек. В середине 1920-х годов Зелёновская суконная и Пименовская фабрики вошли в состав треста «Мосшерстсукно». Для удобства управления фабричными посёлками летом 1921 года все фабзавкомы были объединены в Балашихинский городской Совет рабочих депутатов. Первым председателем Совета стал Николай Зорин. В Балашихе открылись два детских дома для детей из Поволжья, началось благоустройство рабочих казарм, наладился товарообмен с окрестными сёлами. На базе детской колонии им. Степана Разина в Горенках в 1925 году был открыт противотуберкулёзный санаторий «Красная Роза», названный в честь немецкой коммунистки Розы Люксембург. Городской Совет существовал до зимы 1922 года, когда по программе сокращения штатов был слит с Разинским районным Советом (с ноября 1924 года — волостной Совет рабочих и крестьянских депутатов).
В 1925 году к югу от села Никольское-Трубецкое был построен посёлок «Объединение» для рабочих Балашихинской и Зелёновской фабрик. К этому времени они назывались, соответственно, фабрика № 1 им. А. И. Рыкова и фабрика № 5 имени Г. В. Чичерина. 28 мая 1928 года Президиум Всероссийского центрального исполнительного комитета принял постановление об образовании из фабричных посёлков фабрик им. Рыкова и им. Чичерина единого рабочего посёлка Балашиха. После административной реформы 1929 года и образования Московской области рабочий посёлок Балашиха вошёл в состав вновь образованного Реутовского района. Поскольку Реутовская фабрика по количеству рабочих занимала первое место в Разинской волости, центр района был перенесён именно туда. Однако по количеству жителей Балашиха превосходила Реутов почти вдвое.

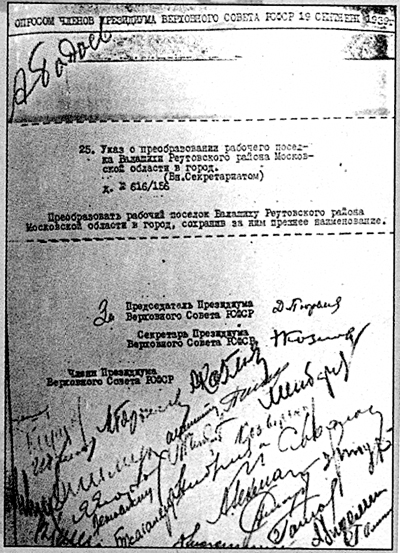
Указ Президиума Верховного Совета РСФСР о преобразовании рабочего посёлка Балашиха в город

22 февраля 1932 года СНК СССР принял решение о начале ударной стройки заводов авиационной и военной промышленности № 120 и № 121 на территории к северу от Нижегородского шоссе между течением реки Горенки и деревней Николаевка. К весне 1937 года был пущен завод № 120. Из него под названием «завод Авиапрома № 219» было выделено литейно-механическое производство. Заводы № 120 и 219 производили убирающиеся шасси самолётов. Для испытаний техники и подготовки лётных кадров близ деревни Чёрное был построен аэродром и авиаремонтный завод. В 1936 году рядом с корпусами двух заводов был построен третий — ремонтно-механический завод Авиапрома № 49. Вдоль Горьковского шоссе в 1935 году были построены первые кирпичные пятиэтажные дома.
Восточнее Леоново и Гущинки, севернее Горьковского шоссе, в 1935 году началось строительство Новомосковского автогенного завода и заводского посёлка Автогенстрой. В 1937 году посёлок уже был создан, а строительство завода из-за устаревшего проекта задержалось до мая 1940 года. К началу Великой Отечественной войны были готовы только три первые установки по производству кислорода.
Развивались и другие отрасли экономики. В 1935 году Балашихинская хлопкопрядильная фабрика дала 5535 тонн пряжи, а Суконная фабрика № 5 — 671 тонну сукна. В текстильной промышленности было занято более 5500 рабочих.
6 мая 1930 года на территории усадьбы Пехра-Яковлевское открылся Всесоюзный пушно-меховой институт (ныне Российский государственный аграрный заочный университет). Созданная на основе войск ВОХР дивизия внутренних войск особого назначения имени Ф. Э. Дзержинского была переведена ближе к Москве. На нынешней территории города находились колхозы имени И. В. Сталина (Горенки, Николаевка), имени М. И. Калинина (Леоново, Пехра-Яковлевское), имени К. Е. Ворошилова (Лукино, Пехра-Покровское, Никольско-Трубецкое). Их коллективы в 1939—1940 годах становились лауреатами Всесоюзной сельскохозяйственной выставки в Москве.
19 сентября 1939 года Президиум Верховного Совета СССР постановил «рабочий посёлок Балашиха преобразовать в город, сохранив за ним прежнее наименование». В городе, который включил в себя Горенки, Первомайский посёлок, Грабари, Николаевку, Автогенстрой, насчитывалось более 40 000 жителей. 19 мая 1941 года центр района был перенесён в Балашиху, а район стал называться Балашихинским.

#### Великая Отечественная война
Великая Отечественная война существенно повлияла на дальнейшее развитие города. Балашихинский район дал армии более 20 тыс. солдат и офицеров. Более 3400 балашихинцев погибли в бою или умерли от ран, около 4200 пропали без вести. В июле 1941 года в районе был сформирован батальон народного ополчения под командованием майора Николая Казакова: 31 июля 3-й батальон 5-го стрелкового полка 2-й Московской дивизии народного ополчения принял первый бой на Вяземском направлении. Уроженцы Балашихи составляли 7-ю и 8-ю роты полка. Дивизия почти полностью погибла в Вяземском котле в октябре 1941 года.
Сформированный в Балашихе 25-й истребительный батальон (командир Сергей Сазонов) зимой 1941 года вошёл в состав боевых частей Красной армии. Более 8 тысяч балашихинцев работало на возведении оборонительных поясов Москвы. Балашихинские жители и колхозники соседних сёл и деревень собрали деньги на строительство танков для 91-й танковой бригады 29-го танкового корпуса и 59-го тяжёлого танкового полка 60-й армии, 15 истребителей Як-3 авиаэскадрильи «Москва». В 1942 году Балашихинский район взял шефство над 133-м и 208-м истребительными авиаполками, а также над штабом 39-й армии, командующим которой был Герой Советского Союза генерал-лейтенант Н. Э. Берзарин, а затем генерал-полковник И. И. Людников, семьи которых всю войну находились в Балашихе.
Осенью 1941 года завод № 120 был эвакуирован в Каменск-Уральский и в Нижний Тагил, завод № 219 был переведён в Казань и Куйбышев. За годы войны на этих предприятиях произведено 144 тыс. комплектов самолётных шасси — в 10 раз больше, чем до войны. В городе оставался снаряжательный завод № 401 (позднее завод № 582 Наркомата боеприпасов, сейчас Научно-исследовательский инженерный институт). 26 января 1943 года в Западной промышленной зоне решением Государственного комитета обороны на базе эвакуированного завода № 49 был создан бронетанковый ремонтный завод № 24 Главного бронетанкового управления РККА (будущий Балашихинский автокрановый завод).
Для использования жидкого кислорода в военных целях летом 1944 года возобновился монтаж нового оборудования кислородного завода. В октябре 1944 года коллектив завода во главе с академиком Петром Капицей получили жидкий кислород на самой мощной в мире установке. Балашихинский кислородный завод стал производить более 40 тонн чистого кислорода в день. Хлопкопрядильная и суконная фабрики до конца войны были в числе немногих предприятий лёгкой промышленности Московской области, которые выполняли план по объёму и ассортименту продукции.

#### Послевоенные годы
В послевоенные годы в Балашихе развернулось бурное жилищное строительство. Был построен комплекс домов вдоль шоссе Энтузиастов и Советской улицы. В 1949—1954 годах сформировалась система названий улиц и микрорайонов города. В 1954 году в черту города входит усадьба Пехра-Яковлевское, в 1961 году присоединяется микрорайон им. Ю. А. Гагарина, сносятся деревни Николаевка и Леоново, на их месте возводятся городские кварталы, застраивается микрорайон Южный на юго-востоке города, в 1980 году городскую прописку получает село Пехра-Яковлевское. В северном направлении вдоль берегов Пехорки возникают новые микрорайоны Новый Свет (на месте существовавшего с конца 1950-х годов посёлка Новый Свет) и Поле Чудес.
Одновременно происходит развитие промышленности. Ремонтный завод № 24 в 1945 году был подчинён угольной отрасли и приступил к производству оборудования для восстанавливаемых шахт Донецкого бассейна. В 1950 году завод реконструируется и переходит на выпуск автомобильных кранов. В 1993 году на предприятии было освоено производство роботов-манипуляторов. Сегодня это ЗАО «Балашихинские автокраны и манипуляторы».
На Балашихинском кислородном заводе в послевоенные годы был налажен выпуск не только чистого кислорода, но и других промышленных газов — азота, аргона и неона высокой чистоты, газовых смесей заданного состава для метрологического оборудования. Трубопроводы соединили завод с медицинским предприятием «Акрихин» в Старой Купавне и с Центральной районной больницей. В 1990 году завод поставлял технические газы на 10 тыс. отечественных предприятий.
В августе 1947 года заработали временные цеха Машиностроительного завода Главкислорода, а в 1951 году был введён в эксплуатацию весь производственный комплекс завода. В 1957 году завод получил имя в честь 40-летия Октябрьской революции. Многолетний процесс усовершенствования технологии и внедрения новой техники привёл к образованию в 1972 году на базе завода научно-производственного объединения «Криогенмаш» во главе с В. П. Беляковым, будущим академиком и Героем Социалистического Труда. В 1975 году «Криогенмаш» был занесён на Доску почёта Выставки достижений народного хозяйства. Расцвет предприятия пришёлся на 80-е годы XX столетия — время развития новых технологий в авиакосмической промышленности. Научно-производственный комплекс много сделал для развития города, особенно северо-восточной его части.
В 1946 году на основе оставшихся в городе мощностей завода № 219 был создан новый завод авиационной промышленности № 279, позднее Агрегатный завод «Рубин». Авиационная корпорация «Рубин» стала мощным предприятием, продукция которого применялась и продолжает использоваться в авиации, при освоении космоса и подводного мира, в автомобильном транспорте, в горнодобывающей, нефтяной и газовой промышленности, в судостроении и на железных дорогах.
Активно развивался в послевоенные годы и Балашихинский литейно-механический завод, который разработал и внедрил в производство более 250 типов шасси и 200 тормозных автоматических систем. Его директор Н. П. Евстафьев стал Героем Социалистического Труда, более 500 тружеников отмечены высокими правительственными наградами.
Продолжали развиваться предприятия лёгкой промышленности — Балашихинская хлопкопрядильная фабрика, объём производства которой превысил 10 тыс. тонн пряжи, и суконная фабрика № 5 Московского производственного объединения «Подмосковье» (впоследствии ОАО «Балашихинский текстиль»), выпускавшая более 3 млн метров ткани в год. ОАО «Балашихинский текстиль» продолжало работу до 2005 года, производя шерстяную пряжу и шерстяные и полушерстяные ткани.
С 1952 года Балашиха стала городом областного подчинения. В это время здесь проживало более 60 тыс. человек, из которых 26 тыс. работало на промышленных предприятиях. В Балашихе имелось 12 школ, 2 детских дома, 10 детских садов, Авиационный вечерний техникум и два ремесленных училища — при БЛМЗ и при 1-й фабрике. В городе действовали 6 клубов, 5 библиотек с фондом в 50 тыс. томов, 4 стадиона.
В 1954 году был создан городской парк культуры и отдыха. На месте старых лесных дорог были проложены аллеи, разбиты клумбы, газоны, установлены гипсовые статуи, в том числе гипсовые памятники А. С. Пушкину и А. М. Горькому, Дружба народов, Девушка с веслом и др, установлены скамьи, построены кафе, причал лодочной станции, туалеты. В парке действовали игровые аттракционы (карусели, качели, силомер, тир и др.), танцевальная площадка, питьевые фонтанчики, аллея плакатов, зелёный театр, читальный зал, лекторий, бильярдная. После очистки в начале 1960-х годов пруда по обоим его берегам были оборудованы места для купания, в том числе, для зимнего.
В августе 1960 году часть Балашихинского района вместе с городом Балашиха была присоединена к Москве. В январе 1961 года в развитие этой реформы ликвидировали городской совет. Однако уже в апреле 1963 года Балашиха вновь обрела орган местного самоуправления — городской Совет депутатов трудящихся (с 1977 года — Совет народных депутатов), которому был подчинён восстановленный Балашихинский район.
В 1966 году в Балашихе был открыт Московский областной онкологический центр, в 1963 году образована Центральная районная больница, разместившаяся в здании бывшей школы-интерната возле Леоновского кладбища. В ней с 1967 году действует база подготовки интернатуры 1-го Московского медицинского института, а в 1985 году открыт филиал Московского медицинского училища. В 1985 году в городе было две больницы, 4 диспансера, 5 поликлиник.
В июне 2003 года несколько населённых пунктов Балашихинского района — дачные посёлки (пгт) Никольско-Архангельский и Салтыковка, посёлок Горбово, сёла Никольско-Архангельское, Никольско-Трубецкое и Пехра-Покровское, деревни Лукино, Безменково и Новая — были включены в городскую черту Балашихи. В августе 2004 года в черту города Балашиха из состава Балашихинского района были включены также посёлок им. Первого Мая, село Щитниково и деревня Абрамцево.
22 января 2015 года в состав Балашихи был включён город Железнодорожный. Население объединённого города составило 482 209 человек, а объединённого городского округа 501 610 человек (на 1 января 2019 года). В связи с этим Балашиха по состоянию на начало 2016 года стала в России четвёртым по численности населения из числа крупнейших городов, не являющихся центрами субъектов федерации (после Тольятти, Новокузнецка и Набережных Челнов, и занимая позицию выше Сочи), исключая города федерального значения.

## Местное самоуправление
В структуру местного самоуправления города входят: глава города, совет депутатов, администрация города, контрольно-счётная палата.

### Руководители города
| Период руководства | Фамилия, имя, отчество           | Должность |
| ------------------ | -------------------------------- | --- |
| 1939—1954          | Байков Александр Кирьянович      | Председатель Исполкома Балашихинского городского Совета депутатов трудящихся, Почётный гражданин города Балашихи |
| 1954 — ?           | Калмыков П. А.                   | Председатель Исполкома Балашихинского районного Совета депутатов трудящихся                                      |
| ? — 1977           | Волков, Юрий Николаевич          | Председатель Исполкома Балашихинского городского Совета народных депутатов                                       |
| 1977—1986          | Мариничев, Юрий Михайлович       | Председатель Исполкома Балашихинского городского Совета народных депутатов, Почётный гражданин города Балашихи   |
| 1986—1991          | Селикатов, Валерий Александрович | Председатель Исполкома Балашихинского городского Совета народных депутатов                                       |
| 1991—1996          | Иванов, Вячеслав Николаевич      | Глава Администрации Балашихинского района                                                                        |
| 1996—2000          | Кибальник, Владимир Иванович     | Глава Балашихинского района                                                                                      |
| 2000—2012          | Самоделов, Владимир Геннадиевич  | Глава городского округа Балашиха                                                                                 |
| 2012 — 2014        | Максимов, Юрий Владимирович      | Глава городского округа Балашиха                                                                                 |
| 2014 — 27.06.2017  | Жирков, Евгений Иванович         | Глава Городского округа Балашиха, Почётный гражданин города Железнодорожный                                      |
| 04.07.2017 — н. в. | Юров Сергей Геннадьевич          | Глава Городского округа Балашиха                                                                                 |

## Административно-территориальное деление
Постановлением Губернатора Московской области от 10 июня 2003 года № 128-ПГ несколько населённых пунктов — дачные посёлки (пгт) Никольско-Архангельский и Салтыковка, посёлок Горбово, сёла Никольско-Архангельское, Никольско-Трубецкое и Пехра-Покровское, деревни Лукино, Безменково и Новая — были упразднены и включены в городскую черту Балашихи. А постановлением Губернатора Московской области от 27 августа 2004 года № 180-ПГ в черту города Балашиха включены также посёлок им. Первого Мая, село Щитниково и деревня Абрамцево. Законом от 30 декабря 2014 года, вступившим в силу 22 января 2015 года, в состав Балашихи был включён упразднённый город Железнодорожный (9 микрорайонов в 2016 году).
Северная Балашиха
Микрорайоны: Балашиха-1, Дзержинского, Новое Измайлово, 15А, 28, ЦОВБ, ЖК «Измайловский лес», 22, Балашиха-2, Балашиха-3, Поле Чудес (21), 22А, 1 Мая, Авиаторов (30), Гагарина (16), Новый Свет (17), Алексеевская Роща, Зелёный (15Б), ВНИИПО, Сакраменто, Южный (Балашиха-8).
Кварталы: Абрамцево, Безменково, Лукино, Пехра-Покровский, Никольско-Трубецкой, Новский, Соколовка, Щитниково, Щитниково-А, Щитниково-Б.
Южная Балашиха
Микрорайоны: Заря, Купавна, Железнодорожный, Южное Кучино, Кучино, Ольгино, Керамик, Павлино, Новое Павлино, Саввино, Салтыковка, Никольско-Архангельский, Северный.

## Население
| 1926     | 1931     | 1939     | 1959     | 1962     | 1967     | 1970     | 1973     | 1975     | 1976     | 1977     | 1979     |
| -------- | -------- | -------- | -------- | -------- | -------- | -------- | -------- | -------- | -------- | -------- | -------- |
| 7674     | ↗8600    | ↗28 766  | ↗57 600  | ↗64 000  | ↗74 000  | ↗92 316  | ↗99 000  | ↗110 000 | →110 000 | ↘100 000 | ↗117 906 |
| 1982     | 1985     | 1986     | 1987     | 1989     | 1990     | 1991     | 1992     | 1993     | 1994     | 1995     | 1996     |
| ↗122 000 | ↗128 000 | ↗129 000 | ↗132 000 | ↗135 841 | ↗136 000 | ↗138 000 | →138 000 | ↘137 000 | ↘136 000 | ↘135 000 | ↘134 000 |
| 1997     | 1998     | 1999     | 2000     | 2001     | 2002     | 2003     | 2004     | 2005     | 2006     | 2007     | 2008     |
| ↗135 000 | ↘133 000 | ↗134 200 | ↘132 900 | ↘131 600 | ↗147 909 | ↘147 900 | ↗174 700 | ↗181 500 | ↗182 800 | ↗184 900 | ↗188 700 |
| 2009     | 2010     | 2011     | 2012     | 2013     | 2014     | 2015     | 2016     | 2017     | 2018     | 2019     | 2020     |
| ↗192 837 | ↗215 494 | ↘215 300 | ↗221 804 | ↗235 336 | ↗247 075 | ↗260 704 | ↗428 400 | ↗450 771 | ↗468 221 | ↗490 047 | ↗507 366 |
| 2021     | 2023     | 2024     |          |          |          |          |          |          |          |          |          |
| ↗520 962 | ↗526 851 | ↗530 311 |          |          |          |          |          |          |          |          |          |

На 1 января 2025 года по численности населения город находился на 32-м месте из 1124 городов Российской Федерации.
Первая всероссийская перепись населения 1897 года зарегистрировала следующее количество жителей на территории современной Балашихи: Блошино — 800 человек, Николаевская слобода — 277, Зелёная Роща — 190, Пехра-Яковлевское — 704, Горенки — 247, Максино — 92, Пехра-Покровское — 701, Лукино — 738.
Балашиха входит в состав крупнейшей в России Московской агломерации с населением около 16—17 млн человек. Вместе с городами Реутов, Лыткарино, Дзержинский, Котельники и населёнными пунктами Люберецкого района Балашиха образует Балашихинско-Люберецкую агломерацию второго порядка с населением 1026,2 тыс. человек, крупнейшую по численности населения в Московской области и одну из двух (наряду с Мытищинско-Пушкинско-Щёлковской с населением 1005,7 тыс. человек) с населением более миллиона человек.
Национальный состав
По итогам переписи населения 2020 года проживали следующие национальности (национальности менее 0,1 % и другое, см. в сноске к строке «Другие»):
| Национальность | Численность, чел. | Доля     |
| -------------- | ----------------- | -------- |
| Русские        | 409 596           | 78,62 %  |
| Армяне         | 5300              | 1,02 %   |
| Татары         | 4332              | 0,83 %   |
| Украинцы       | 3854              | 0,74 %   |
| Таджики        | 2040              | 0,39 %   |
| Азербайджанцы  | 1796              | 0,34 %   |
| Киргизы        | 1310              | 0,25 %   |
| Узбеки         | 1254              | 0,24 %   |
| Белорусы       | 1171              | 0,22 %   |
| Чуваши         | 1069              | 0,21 %   |
| Грузины        | 709               | 0,14 %   |
| Мордва         | 706               | 0,14 %   |
| Казахи         | 660               | 0,13 %   |
| Лезгины        | 650               | 0,12 %   |
| Молдаване      | 605               | 0,12 %   |
| Другие         | 85 910            | 16,49 %  |
| Итого          | 520 962           | 100,00 % |

## Учебные заведения

### Дошкольное образование
На территории Балашихи работают 54 муниципальных детских сада

### Общее образование
Программы общего образования осуществляются в 31 учреждении:
17 средних общеобразовательных школ, 5 гимназий, 1 лицей, 3 школы с углублённым изучением отдельных предметов, 1 специальная (коррекционная) общеобразовательная школа VIII вида, 1 санаторно-лесная школа, 1 Центр психолого-медико-социального сопровождения.

### Высшие учебные заведения

#### Государственные
- Российский государственный аграрный заочный университет, бывший ВСХИЗО
- Военная академия РВСН имени Петра Великого (ранее на её территории располагался Военно-технический университет).

#### Негосударственные
- Академия безопасности и права
- ЧУ ДПО Московский областной институт управления[81]

## Здравоохранение
В состав Муниципального учреждения городского округа Балашиха «Центральная районная больница» (МУ ЦРБ) входят следующие лечебно-профилактические учреждения: стационарные отделения (хирургический и терапевтический корпуса), травмпункт, 11 поликлиник, 2 амбулатории, 3 фельдшерско-акушерских пункта, кожно-венерологический диспансер, наркологический диспансер, врачебно-физкультурный диспансер, противотуберкулёзный диспансер, психоневрологический диспансер, центр восстановительной медицины и реабилитации, станция скорой медицинской помощи.
В здании хирургического корпуса ЦРБ в микрорайоне Южный функционирует Балашихинский диагностический центр магнитно-резонансной томографии (МРТ) и УЗИ.
В Балашихе расположены Московский областной онкологический диспансер (МООД) и Московский областной перинатальный центр.
В микрорайоне Никольско-Архангельский находится Главный военный клинический госпиталь внутренних войск МВД России, многопрофильное лечебно-профилактическое учреждение, обеспечивающее квалифицированную и специализированную медицинскую помощь военнослужащим внутренних войск и членам их семей, а также сотрудникам и пенсионерам МВД.

## Кладбища
На территории городского округа Балашиха находится несколько муниципальных кладбищ: Акатовское, Братское, Леоновское (закрыто для захоронений), Новское, Николо-Архангельское, Никольско-Трубецкое, Пехра-Покровское, Салтыковское (еврейское), Фенинское, Саввинское, Пуршевское, Дятловское. Также существуют кладбища при церквях: Никольской-Архангельской, Никольской и Троицкой.
Согласно постановлению местной администрации за 2011 год, кладбища в городском округе Балашиха открыты для посещений ежедневно с мая по сентябрь — с 8:30 до 17:00, и с октября по апрель — с 9:00 до 15:30.
Захоронения умерших производятся ежедневно с 10:00 до 15:30, кроме воскресенья.
Во время религиозных праздников могут быть введены специальные режимы работы и посещения кладбищ.

## Экономика

### Научно-промышленный комплекс
Балашиха входит в число наиболее экономически развитых городов Московской области. Лидирующие позиции традиционно занимает научно-промышленный комплекс, который определяет динамику развития и социально-экономическое положение города. Промышленные предприятия города специализируются в производстве криогенной техники, кранов-манипуляторов, изделий и устройств современных самолётов и других летательных аппаратов, металлоконструкций, бетоносмесительных установок, сборного железобетона, изделий из дерева, сжиженных и сжатых газов, рукавов высокого давления, товаров народного потребления из пластмассы, фильтров для очистки воды, пищевых продуктов, красок. В число крупных и средних промышленных предприятий входят:
- ОАО «Балашихинский литейно-механический завод». Одно из старейших предприятий Балашихи. Основан в 1932 году. Специализация предприятия — серийное производство авиационных колёс, тормозов и агрегатов управления тормозными системами для самолётов Ту-154, Ил-62, Ил-76, Ил-86, Як-40, Як-42, Ан-124 «Руслан», Ан-225 «Мрия» и вертолётов Ми-8, Ми-26, Ка-50 «Чёрная Акула»
- ЗАО «Московский авиационно-ремонтный завод ДОСААФ». Основан в 1939 году. Выполняет капитальный ремонт вертолётов Ми-2, Ми-8, самолётов Ан-2, авиационных двигателей и агрегатов, техническое обслуживание вертолётов, грузовые и специальные перевозки, аэропортовое обслуживание
- ЗАО «Балашихинские автомобильные краны и манипуляторы». Основан в 1943 году. Выпускает краны-манипуляторы торговой марки «БАКМ» грузоподъёмностью от 2,5 до 7,5 т с грузовым моментом от 4,6 до 21 тм, а также дополнительное оборудование для манипуляторов
- ОАО «Линде Газ Рус». Основан в 1944 году. Ранее назывался Балашихинский кислородный завод. Производитель промышленных, пищевых, медицинских и специальных газов
- ПАО «Авиационная корпорация „Рубин“». Завод основан в 1946 году. Разрабатывает и производит изделия взлётно-посадочных устройств, гидроагрегатов и гидросистем летательных аппаратов.
- ОАО «345 механический завод». Основан в 1946 году. Производит и реализует проекты очистных сооружений, бетоносмесительное оборудование — бетонные заводы производительностью от 20 до 120 м3/час, автоматизированные склады цемента различной ёмкости для приёма, хранения и выдачи цемента, производит невозвратные железобетонные защитные контейнеры типа НЗК для хранения и транспортирования радиоактивных отходов низкой и средней активности.
- ОАО «Криогенмаш». Ведёт свою историю с 1949 года. Производитель технологий и оборудования разделения воздуха, по снабжению техническими газами.
- ОАО «Балашихинский деревообрабатывающий завод». Основан в 1953 году как предприятие по производству оконных блоков. Производит дома и столярные изделия.
- ЗАО «Балашихинский опытный химический завод». Основан в 1957 году. Производит транспортную и фасовочную тару, а также изделия из полиэтилена.
- ЗАО «Балашихахлеб». Действует с 1958 года. Ежесуточно предприятие выпускает до 60 тонн хлебобулочных и кондитерских изделий около 60 наименований
- ОАО «183 механический завод» ОАО ХК ГВСУ «Центр». Основан в 1967 году. Производит железобетонные изделия для проведения строительных и ремонтно-строительных работ.
- ЗАО «Урожай». Ликёро-водочный завод. Основан в 1991 году. Производит спирт, напитки.
- ЗАО «МЕТТЭМ-Технологии». Производитель фильтров для очистки воды.
- ЗАО «Металлорукав». Работает в Балашихе с 1994 года. Специализируется на выпуске рукавов высокого давления, металлорукавов, гибких валов и металлической оплётки
- ООО «Криомаш-БЗКМ»[90]. Завод создан в 1998 году. Проектирует и изготавливает установки, криогенное оборудование и различное оборудование из нержавеющей стали
- ЗАО «Акзо Нобель Декор». Создано в 1998 году. Является собственностью корпорации Акзо Нобель, производящей краски и покрытия, а также химикаты специального назначения

В городе находятся несколько научно-исследовательских институтов:
- Государственный дорожный научно-исследовательский институт (ФГУП «СоюздорНИИ»). Создан в 1926 году. Занимался решением научно-технических вопросов, относящихся к проектированию, строительству, реконструкции и ремонту автомобильных дорог, аэродромов, автомобильно-дорожных мостов и тоннелей. Прекратил своё существование в 2011 году — банкрот.
- ФГБУ «Всероссийский научно-исследовательский институт противопожарной обороны МЧС России» (ФГБУ ВНИИПО МЧС России). Создан в 1937 году. Один из крупнейших в мире центров научных разработок в области пожарной безопасности, создания и внедрения технических средств пожарной охраны, защиты имущества собственников от пожаров
- ФГУП «Научно-исследовательский инженерный институт» (ФГУП НИИИ). Создан в 1941 году. Разрабатывает инженерные средства для нужд Министерства обороны, системы минирования и разминирования, системы противолодочной обороны

В 1963 году в Балашихе был создан научно-исследовательский институт криогенного машиностроения (ВНИИкриогенмаш) как филиал московского Всесоюзного научно-исследовательского института кислородного машиностроения (ВНИИкимаш). В 1972 году было образовано научно-производственное объединение, в состав которого вошли Балашихинский машиностроительный завод имени 40-летия Октября, ВНИИкриогенмаш и ВНИИкимаш. В настоящее время институт входит в состав ОАО «Криогенмаш».

### Городской бюджет
Доходы городского бюджета в 2010 году составили 5 млрд 28 млн 241 тыс. рублей, в том числе субсидии на бюджетные инвестиции в объекты капитального строительства социальной сферы и коммунальной инфраструктуры — 924 млн 416 тыс. рублей. По сравнению с 2000 годом доходы бюджета выросли более, чем в 12 раз. Наибольший вклад в бюджет вносят такие предприятия как ОАО «Криогенмаш», ОАО «345 механический завод», ООО «Парламент продакшн», ЗАО «МЕТТЭМ-Технологии», ОАО "Авиационная корпорация «Рубин», ОАО «Балашихинский литейно-механический завод», ОАО «Линде Газ Рус», ЗАО «Акзо Нобель Декор». На долю этих предприятий приходится более 80 % общего объёма отгрузки и около 90 % объёма инвестиций в основной капитал по обрабатывающим производствам.
На финансирование социально-культурной сферы (жильё, здравоохранение, образование, культура, спорт, молодёжная политика, социальная политика) в 2010 году было израсходовано 3 млрд 613 тыс. рублей.

### Малое и среднее предпринимательство
Численность занятых на малых и средних предприятиях (за исключением индивидуальных предпринимателей) в 2011 году достигла 15000 человек. Средняя заработная плата в малом предпринимательстве за 6 месяцев 2011 года составила 19 тыс. 459 рублей. По итогам 2010 года размер выручки от реализации товаров, работ, услуг малых и средних предприятий составил около 19 млрд рублей.

### Рынок финансовых услуг
В мкр Поле Чудес расположено Балашихинское отделение № 8038 Среднерусского банка Сбербанка России. Всего в Балашихе открыто около 20 дополнительных офисов Сбербанка. В городе действуют филиалы многих российских и нескольких зарубежных банков: ОТП банк, Московский кредитный банк, «Русский Стандарт», ВТБ, «Авангард», Промсвязьбанк, Абсолют банк, «Мособлбанк», «GE Money Bank», Банк Финсервис, «Славия банк», «РБА банк», «Альфа-Банк», «Хоум кредит энд финанс банк», «Газпромбанк», «Россельхозбанк».

### Потребительский рынок
В 2000-е годы в Балашихе вдоль Горьковского шоссе были возведены торгово-развлекательные центры «Вертикаль», «Галион», «Светофор», «Идея», «Контур», «Макссити», ТРЦ с кинотеатром и гостиницей вырос на площади Славы. В этих ТРЦ был реализован новый формат предприятия торговли в виде торгового центра с торговой галереей и развлекательной частью.
В Балашихе действуют супермаркеты продовольственных торговых сетей «Дикси», «Пятёрочка», «Авоська», «Магнит», «Перекрёсток», «Атак», «Лента», «Бахетле», «Глобус» сети по продаже бытовой техники «Эльдорадо», «М.Видео», «DNS», по продаже спортивной одежды «Спортмастер», по продаже обуви «Алфавит», «Маттино», «Терволина», «Вестфалика», «Тофа», «Центробувь», «Mascotte», «Chester», «Ralf Ringer», «Сити Обувь», «Монро», «Finn Flare», «Эконика», детские магазины: «Дети», «Kiddy Love», салоны сотовой связи «Альт Телеком», «МТС», «МегаФон», парфюмерно-косметические сети «Л'Этуаль», «Арбор Мунди», «Подружка» и другие сети розничной торговли. На территории Балашихи работают автосалоны «Тойота Центр Измайлово», «Автомир», «Musa Motors», «S&I Motors Inc», «БорисХоф», «Форд Центр Измайлово», «Богемия Мотор», «Лексус-Измайлово», «Фортуна Авто», «Темп Авто», «МБ-Измайлово», «Великан Авто», «Автоцентр Немецкий Дом», «АГ-Моторс», «Автогермес-Балашиха», «Ауди Центр Восток», услуги по вывозу мусора «NO-TRASH.RU».
В настоящее время в городе действуют 902 предприятия потребительского рынка и сферы услуг, из них:
- 484 предприятий розничной торговли, торговые площади которых составляют 185,7 тыс. м²
- 87 предприятий общественного питания на 6144 посадочных места торговой площадью 14,0 тыс. м²
- 331 предприятие бытового обслуживания с численностью работающих 3411 человек

### Строительство
К середине 90-х годов XX века жилищное строительство в Балашихе практически прекратилось, на протяжении нескольких лет не было сдано в эксплуатацию ни одного жилого дома. Начиная с 2000 года темпы строительства жилья стали возрастать, и сейчас по объёму вводимого жилья Балашиха занимает одно из первых мест в области. За период с 2000 по 2011 год в городе построено более 2 млн м² жилья.
Наиболее интенсивное жилищное строительство ведётся в северной части города. Здесь рядом с микрорайоном Поле Чудес вырос новый микрорайон Балашиха-Парк.
Микрорайон Жемчужина Балашихи расположен в историческом центре города, на месте бывшей Зеленовской суконной фабрики (памятник архитектуры, 1908, архитектор И. И. Поздеев; здание в неоготическом стиле, уничтожено в середине 2000-х годов), рядом с железнодорожной станцией «Балашиха». В состав микрорайона входят панельные и монолитно-кирпичные дома высотой от 15 до 22 этажей.
Ещё несколько новых микрорайонов появятся вдоль шоссе Энтузиастов. Микрорайон Новое Измайлово (прежнее название — Солнцеград, Балашиха-Сити) представляет собой комплекс многосекционных монолитных зданий, расположенных в 3 км от МКАД, в непосредственной близости к Балашихинской радиомачте, работающей в FM-диапазоне. Микрорайон Акварели возводится в центральной части города на площади 18,1 га, ограниченной шоссе Энтузиастов и проспектом Ленина с юга и севера, речкой Пехорка и проездом Трудовых резервов с запада и востока. Микрорайон Сокраменто расположен в 13 км от МКАД и состоит из 89 двух-, трёх- и четырёхэтажных жилых домов. В центре города в 6 км от МКАД на месте сносимых двухэтажных домов послевоенной постройки ведётся строительство микрорайона № 28.
На пересечении Балашихинского шоссе и улицы Звёздной построен микрорайон № 30 (микрорайон Авиаторов), в котором 24 типовых панельных дома высотой от 14 до 24 этажей для семей военнослужащих Министерства обороны общей площадью около 500 тыс. м² с инженерной и транспортной инфраструктурой. Микрорайон рассчитан примерно на 24 тысячи жителей.

### Новое строительство и его проблемы
Начиная с середины 2000-х годов постоянно нарастающий процесс коммерческой застройки всех свободных площадей стал приводить к стремительному накоплению различных трудноразрешимых для города проблем: транспортных, экологических, социальных.
Очень серьёзным нарушением законодательства стала выдача разрешений на строительство администрациями Балашихи и Реутова в охранной зоне подземного магистрального нефтепровода «Ярославль — Москва» (построен в 1977 году), который доставляет нефть на Московский нефтеперерабатывающий завод. Вместо разрешённого удаления от оси трубопровода в 150 метров, строительство различных объектов (торговых центров, автосалонов и пр.) ведётся в непосредственной близости от него.
Объекты, на территории которых могут находиться люди, в соответствии со строительными нормами и правилами, должны располагаться не ближе, чем в 150 м от нефтепровода.

Любые виды работ, которые могут повредить трубу, запрещено проводить в 25 м от оси нефтепровода.
 Отвод земельных участков в охранных зонах и на минимально безопасных расстояниях возможен только с письменного согласия эксплуатирующей организации.
Все эти положения были нарушены главой городского округа, чему был посвящён отдельный сюжет телепрограммы Андрея Караулова «Момент истины» 30 ноября 2009 года. Эксплуатирующая компания «Транснефть» предупредила чиновников о возможных катастрофических последствиях и человеческих жертвах, связанных с этими решениями. Специалисты компании обратились с письмами по фактам нарушений во все возможные инстанции: руководителям местных администраций, правительство Московской области, областную прокуратуру, МЧС, генпрокуратуру, Ростехнадзор. На ряд писем ответов не получено вовсе, а письма генпрокурору спущены в местные, городские прокуратуры. Никаких санкций к захватчикам земель не принято.
В связи с участившимися случаями нарушения охранных зон трубопроводов, 9 июня 2010 года в балашихинской газете «Факт» было опубликовано объявление, напоминающее о существовании охранной зоны магистрального нефтепровода «Рязань — Москва» (построен в 1962 году): 25 метров от оси.
В мае 2011 года произошло возгорание стихийной свалки, устроенной местными жителями в микрорайоне Щитниково прямо на нефтепроводе. В процессе её тушения были выявлены другие серьёзные нарушения. Например, выяснилось, что особняк, построенный в 12,5 метрах от оси трубопровода и оформленный на некую Андрееву, принадлежит в действительности заместителю прокурора города Балашиха Станиславу Хмелевскому. По факту незаконной постройки дома на охранной территории «Транснефти» Комитет Госдумы по безопасности подготовил обращение к Генеральному прокурору РФ Юрию Чайке.
12 мая 2011 года на ту тему была опубликована статья «Зампрокурора Балашихи построил особняк в охранной зоне „Транснефти“» в деловой газете «Маркер». По её сведениям, «Транснефть» уже пыталась повлиять на ситуацию: проверки, инициированные президентом компании Николаем Токаревым, начались в 2009 году. Компания неоднократно обращалась и в администрацию города, в областную и генеральную прокуратуру, Ростехнадзор и МЧС. Частично проблему удалось решить в Реутове: его администрация предотвратила строительство рынков на нефтепроводе. Однако по конкретному прокурорскому дому никаких действий предпринято не было.

#### Уничтожение лесопарковых и водоохранных зон
Весной 2010 года жители микрорайона Новый Свет узнали о планах администрации В. Г. Самоделова застроить всю правобережную часть реки Пехорка от места впадения в неё Малашки (относится к особо охраняемой природной территории «Пехорка») 25-этажными башнями (Солнечная улица). Для осуществления этих планов требовалось вырубить большую берёзовую рощу — традиционное место прогулок и отдыха жителей микрорайонов Новый Свет и Балашиха-2. Активное противодействие этому в 2010—2011 годах оказала общественность, вынудив администрацию временно отказаться от реализации этого проекта, сосредоточившись на других объектах.
В начале 2012 года разразился скандал вокруг предстоящей застройки Кучинской берёзовой рощи (на границе Балашихи и Железнодорожного, улица Смельчак), которая согласно генплану г. Балашиха является городским парком. Роща была высажена школьниками в 1946—1948 г. в память о лётчиках-героях, погибших при защите Подмосковья от немецко-фашистских захватчиков в годы Великой Отечественной войны. Каждое дерево в роще было именным. 28 марта 2012 г. застройщик, фирма «Мортон» предприняла попытку вырубки рощи, срубив 160 деревьев. Благодаря вмешательству жителей и полиции экоцид удалось остановить. С тех пор жильцы разбили в роще палаточный лагерь, где 70 дней несли круглосуточное дежурство. Благодаря вмешательству губернатора Московской области Сергея Шойгу, который 6 июня 2012 г. приехал в рощу и встретился с её защитниками, парк был спасён.
Проблемой законности уничтожения мемориальной рощи заинтересовалась Общественная палата Российской Федерации, которая поддержала требования граждан и направила запрос в Министерство экологии и природопользования Московской области с просьбой дать правовое объяснение оснований выдачи разрешения на вырубку деревьев в лесопарковой зоне в районе подмосковной Балашихи.
Другим скандалом стала вырубка соснового бора в квартале Акатово (микрорайон Салтыковка), на берегу рек Пехорка и Горенка, под строительство очистных сооружений. Не менее драматична борьба за сохранение дубовой рощи в Никольском, у микрорайона Дзержинского.
В декабре 2012 года власти города предложили новый Генеральный план Балашихи. В январе 2013 года жители города не были проинформированы о проведении тендера, выставке конкурсных проектов, составе жюри. С большим опозданием, уже во время начавшихся слушаний, были опубликованы на сайте администрации планы, но не в полном объёме, где отсутствовали планы особо охраняемых природных и культурных зон, время публикации графика слушаний нарушало конституционные права граждан на самоуправление и участие в обсуждении плана. В плане не предусмотрены конкретные меры по решению транспортных и прочих инфраструктурных проблем большинства районов городского округа, но безосновательно увеличивается многоэтажное строительство на продажу. Граждане борются за отмену слушаний, организации широкого обсуждения отчёта по старому плану 2005 года, публикацию технического задания по новому плану и широкого его обсуждения. Слушания по новому плану проходят со скандалом, призывами отменить и с пикетами, с широким освещением в прессе, вовлечением всё новых участников протестной кампании.

## Военные объекты
Территория Балашихинского района с советского времени использовалась под размещение важных воинских частей и объектов. Среди них — штаб Командования противовоздушной и противоракетной обороны (К ПВО и ПРО) Войск воздушно-космической обороны, Военная академия РВСН имени Петра Великого, центр подготовки группы спецназа «Вымпел», главный полигон Министерства ГО и ЧС России, ОДОН (Дивизия им. Ф. Э. Дзержинского), Балашихинский гарнизонный военный суд.

## Достопримечательности

### Усадьба Пехра-Яковлевское

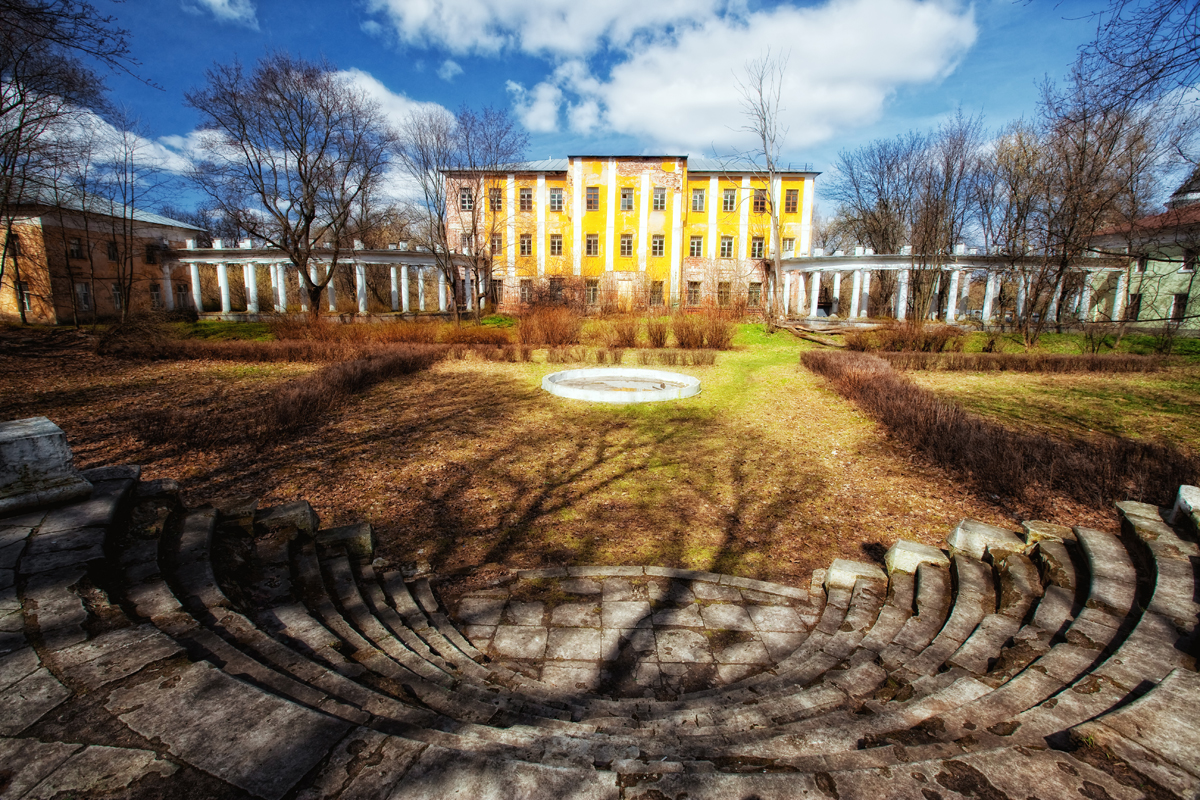
Усадьба Пехра-Яковлевское

На территории Балашихи находится бывшая усадьба князей Голицыных Пехра-Яковлевское, расположенная на левом берегу Пехорки.
Голицыны владели усадьбой более двухсот лет, начиная с 1591 года. За это время небольшая деревенька стала одним из выдающихся архитектурно-парковых комплексов своего времени. При Александре Михайловиче Голицыне (1723—1807) была построена усадебная церковь (ныне Храм Преображения Господня). В советские годы на территории усадьбы размещались различные высшие учебные заведения. В настоящее время здания усадьбы используются как учебные и другие корпуса «Российского государственного аграрного заочного университета». Пехра-Яковлевское является памятником федерального значения и охраняется государством.

### Усадьба Горенки

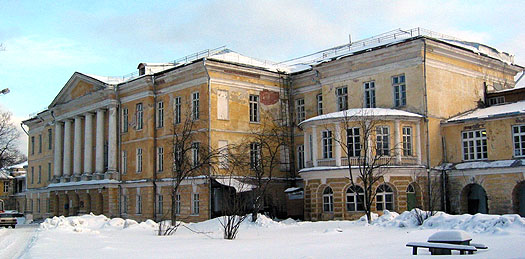
Усадьба Горенки

Ещё одна старинная усадьба, Горенки, расположена с южной стороны шоссе Энтузиастов, на левом берегу речки Горенки, с образованным при устройстве усадьбы каскадом из семи прудов (сохранилось три) с островами и мостиками. Во второй половине XVIII — начале XIX века усадьба принадлежала семье графов Разумовских.
При Алексее Кирилловиче Разумовском в Горенках был устроен крупнейший в России ботанический сад. В настоящее время в усадьбе находится Московский областной санаторий внелёгочных форм туберкулёза «Красная роза» (название дано в честь немецкой коммунистки Розы Люксембург).

### Балашихинская хлопкопрядильная фабрика

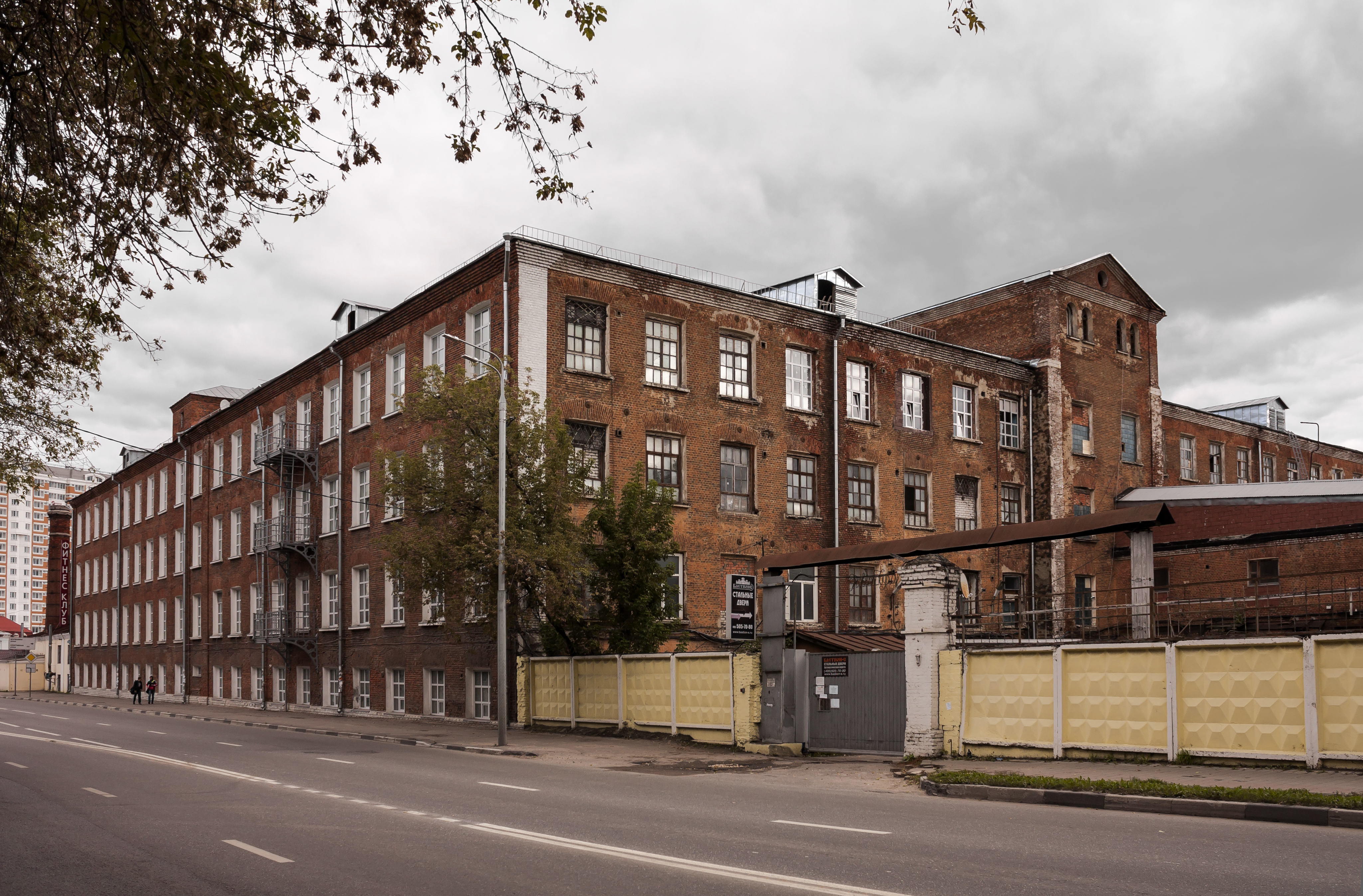
Балашихинская хлопкопрядильная фабрика номер 1

На пересечении Советской улицы и улицы Крупешина расположен комплекс зданий Балашихинской хлопкопрядильной фабрики, который является памятником промышленной архитектуры XIX века (архитектор А. Г. Вейденбаум). В первой половине 2000-х годов производство было свёрнуто, фабрика закрыта, оборудование расхищено. В настоящее время большинство помещений фабрики сдаётся в аренду коммерческим организациям для торгово-складских и досугово-развлекательных целей.

### Памятники и монументы

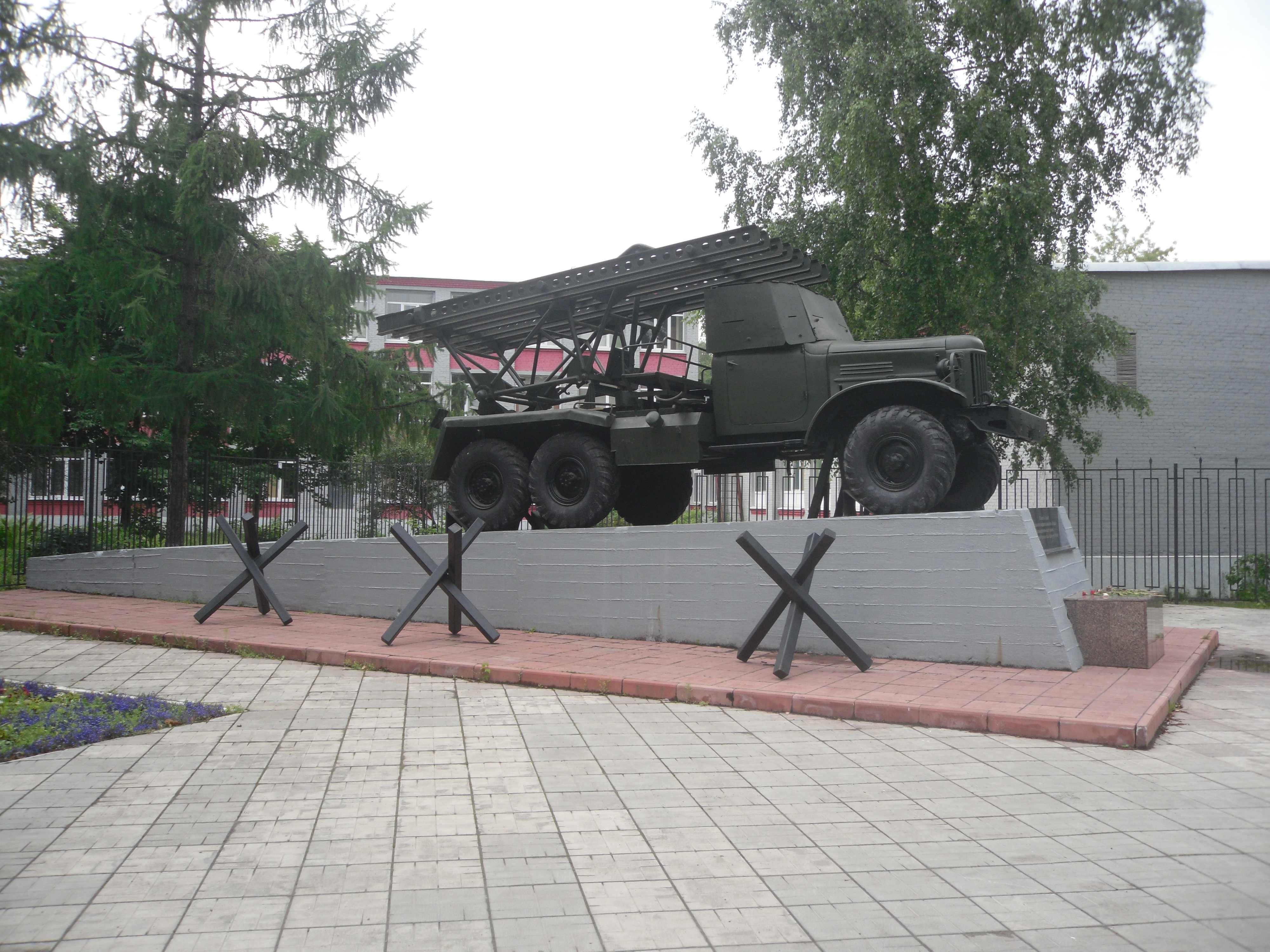
Мемориал в память о подвиге воинов батареи «Катюш»

- В микрорайоне Балашиха-2 в 1919 году был установлен один из первых в Советской России памятник (бюст) Карлу Марксу. Скульптурный портрет был сделан скульптором Г. Д. Алексеевым. Сам Алексеев с 1911 по 1951 год жил и работал в посёлке Салтыковка.
- В городе расположены сразу 7 памятников Ленину:

1. в микрорайоне Балашихе-2, был установлен 1 мая 1924 года. Памятник разработал простой учитель рисования С. В. Щербаков.
2. на проспекте Ленина, был установлен в 1957 году, в честь празднования 40-летия Великого Октября[117].
3. в микрорайоне Северный, перед зданием дома офицеров гарнизона.
4. в микрорайоне Дзержинского, в сквере средней общеобразовательной школы № 16 имени Героя Советского Союза Сережникова А. И.
5. в микрорайоне Заря, перед зданием почты (ул. Ленина д. 11).
6. в микрорайоне Балашиха-3, возле клуба «Патриот»; это единственный в Балашихе памятник Ленину в сидячем виде.
7. в микрорайоне Железнодорожный, в сквере напротив здания администрации.

Также в Городском округе есть ещё 3 бюста:
1. в деревне Пестово
2. в совхозе «1 мая»
3. в деревне Чёрное.

- В 1966 г. в микрорайоне Салтыковка открыт памятник Евгении Рудневой.
- 9 мая 1973 года на площади Славы был открыт монумент в честь героев Великой Отечественной войны и зажжён Вечный Огонь. Спроектировал комплекс и изваял скульптурную часть монумента художник Н. С. Любимов[118], прототипом воина-освободителя послужил простой рабочий — каменщик Михаил Егорович Мазуров. За монументом захоронены капсулы с землёй, привезённой из городов-героев Советского Союза. Дальше находится аллея Героев, на которой установлены монументальные доски с именами балашихинцев, Героев Советского Союза и России и полных кавалеров ордена Славы. В конце аллеи в 2002 году была установлена скульптура Статуя Победы.
- В Никольском-Трубецком установлен народный памятник «Вечная память героям». Там же располагается памятный знак на месте нахождения в 1942—1943 гг. радиоузла Украинского узла партизанского движения. Также в тех местах находится могила управляющего фабрикой — Майкла Лунна.

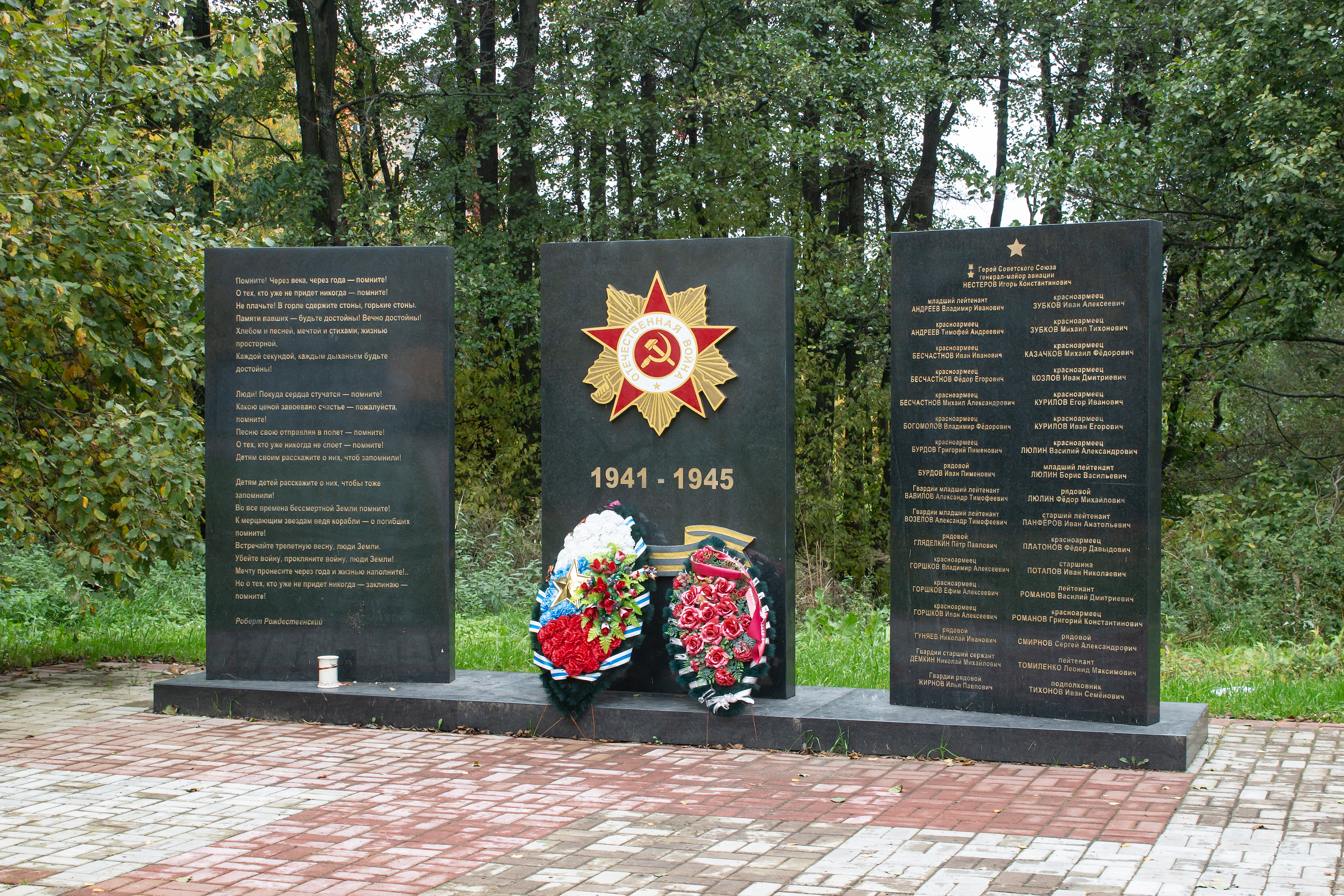
Народный памятник «Вечная память героям» в Никольско-Трубецком

- В 2004 году на Советской улице напротив средней школы № 3 установлен мемориал в память о подвиге воинов батареи гвардейских миномётов «Катюша» под командованием Героя Российской Федерации Ивана Андреевича Флёрова. На фасаде дома № 6/4 на улице Флёрова, в котором до Великой Отечественной войны проживал И. А. Флёров, установлена мемориальная доска, а само здание внесено в список памятников истории и культуры.
- В сквере им. 20-летия Победы (напротив платформы станции «Балашиха»), на месте существовавшего с 1965 г. обелиска в 2005 году был установлен памятный знак в честь 60-летия Победы в Великой Отечественной войне.
- Памятники победы также находятся в Салтыковке, Никольском и напротив первой фабрики.
- В 2007 году в скверике на проспекте Ленина рядом со средней школой № 1 был открыт Памятник дворнику.
- В микрорайоне Гагарина установлен памятник первому космонавту Ю. А. Гагарину. Ещё один памятник космонавту расположен в микрорайоне Заря рядом с гарнизонным домом офицеров.
- В сквере вдоль шоссе Энтузиастов установлен памятник «Жертвам, погибшим от наркотиков».
- В 2013 г. на площади Александра Невского установлен памятник жертвам политических репрессий. Неподалёку от него стоит крест, на месте которого раньше стояла церковь.
- В декабре 2015 года, в небольшом сквере на Новом свете, установлен памятник ветеранам, вокруг него посажены деревья, а сам сквер назван «Сквером Ветеранов».
- Первый в России памятник Андрею Белому открыт в октябре 2015 года в микрорайоне Кучино[119].
- В 2020 году в сквере микрорайона Южный открыт памятник главнокомандующему ракетными войсками Митрофану Неделину[120].

Демонтированы: в 1961 г. — памятник И. В. Сталину, стоявший на ш. Энтузиастов против дома № 5 и расположенный неподалёку бюст И. В. Сталина; в 1991 г. — памятник В. И. Ленину, стоявший напротив ДК «Машиностроитель» и бюст В. И. Ленина, располагавшийся на территории РГАЗУ,памятник В. И. Ленину, стоявший на пересечении Советской ул. и Горьковского шоссе, «Призывающий вождь», авторства Любимова — при строительстве дорожной развязки. Возле кинотеатра «Союз» стоял памятник дюймовочке, но в середине 2000-х, говорят скульптор обиделся на вандалов и забрал творение обратно.

### Учреждения культуры

Кинотеатр «Заречье»

В доме № 53 по проспекту Ленина на берегу Пехорки расположен Историко-краеведческий музей городского округа Балашиха. В микрорайоне Заря располагается единственный в России Музей войск ПВО. В микрорайоне Железнодорожный работает краеведческий музей, отдел которого — «Дом Андрея Белого» — расположен в доме, где с 1925 по 1931 гг. жил известный русский писатель. Картинная галерея Балашихи, основанная в 1992 году, насчитывает более 1600 единиц хранения произведений живописи, графики и скульптуры.
В городе действует несколько кинотеатров, 6 библиотек, открыта картинная галерея.
В центральной части Балашихи расположился городской парк культуры и отдыха.
В городе действует дворец культуры «Балашиха», два культурно-досуговых центра.
С 2002 года работает муниципальный «Маленький театр кукол» — единственный профессиональный театр в Балашихе.

## Храмы

### XVIII−XIX век
Храм Михаила Архангела 
- Николо-Архангельский храм в микрорайоне Никольско-Архангельское, год постройки 1773.

 Храм Преображения Господня 
- На левом берегу Пехорки, в районе пересечения шоссе Энтузиастов и Леоновского шоссе, располагается Преображенский храм, годы постройки 1777—1783.

 Храм Покрова Пресвятой Богородицы 
- В микрорайоне Пехра-Покровское действует Храм Покрова Пресвятой Богородицы, годы постройки 1825—1833.

 Храм Рождества Богородицы 
- Храм Рождества Богородицы находится в микрорайоне Никольское-Трубецкое, годы постройки 1858—1862.

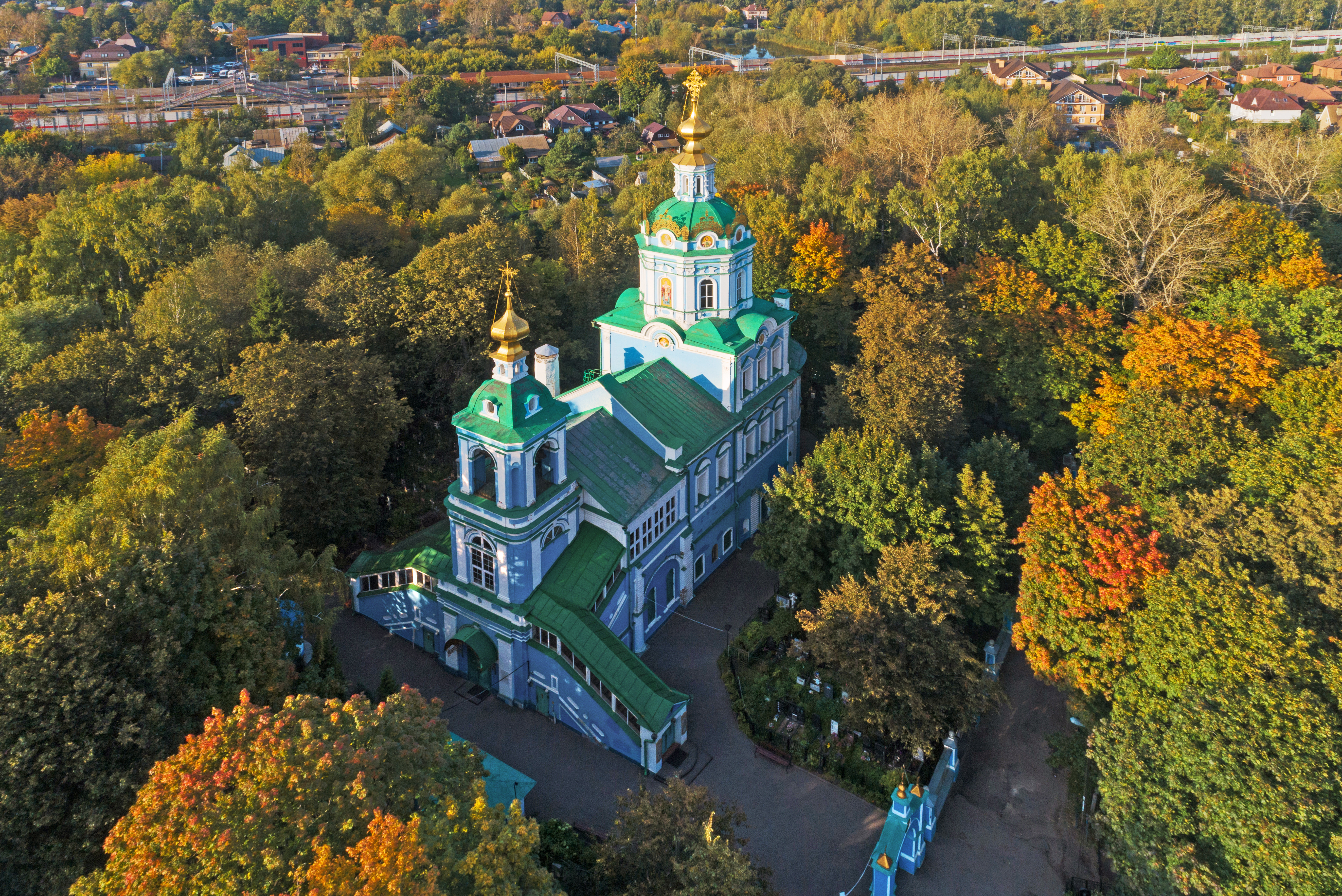
Николо-Архангельский храм
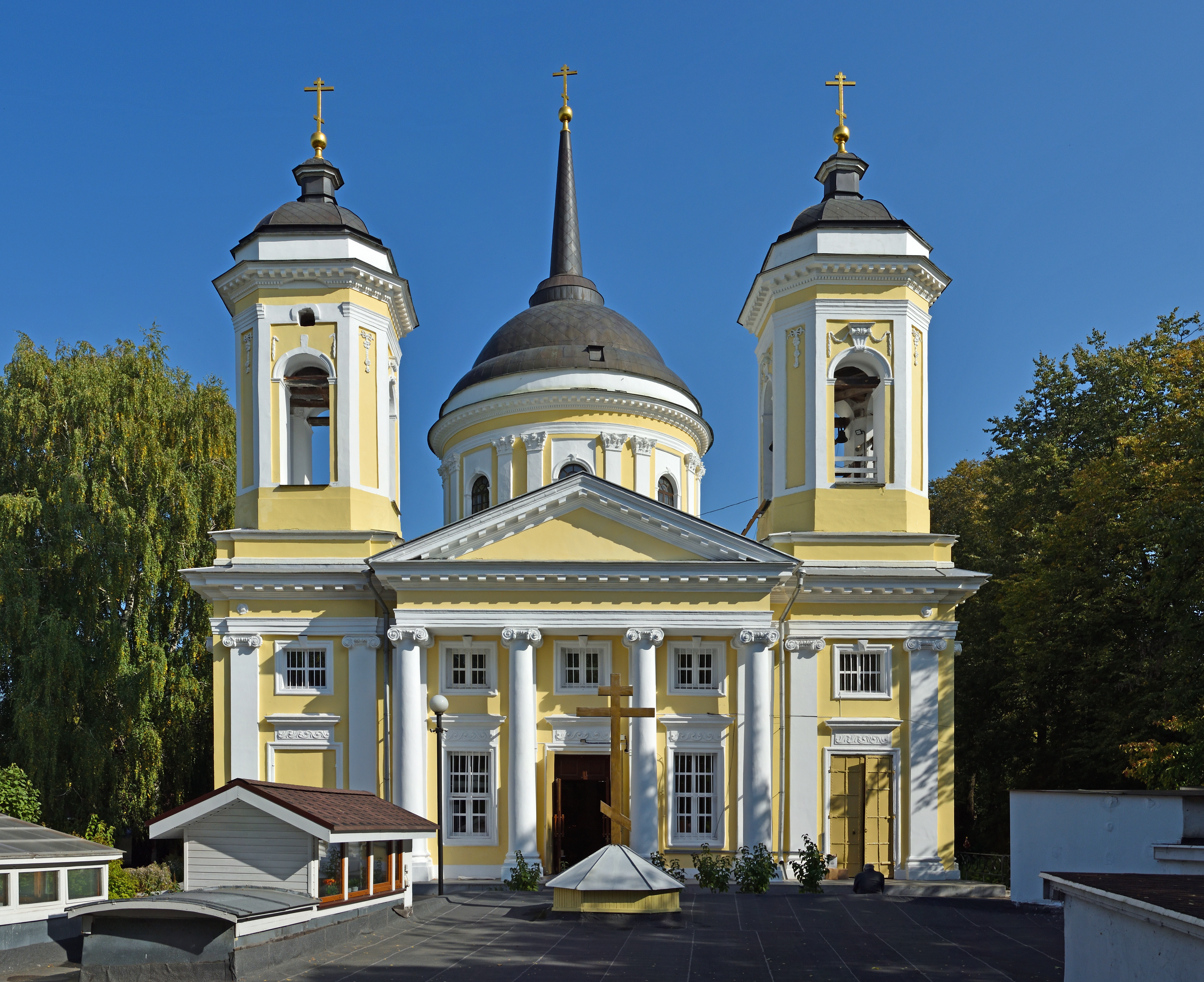
Преображенский храм
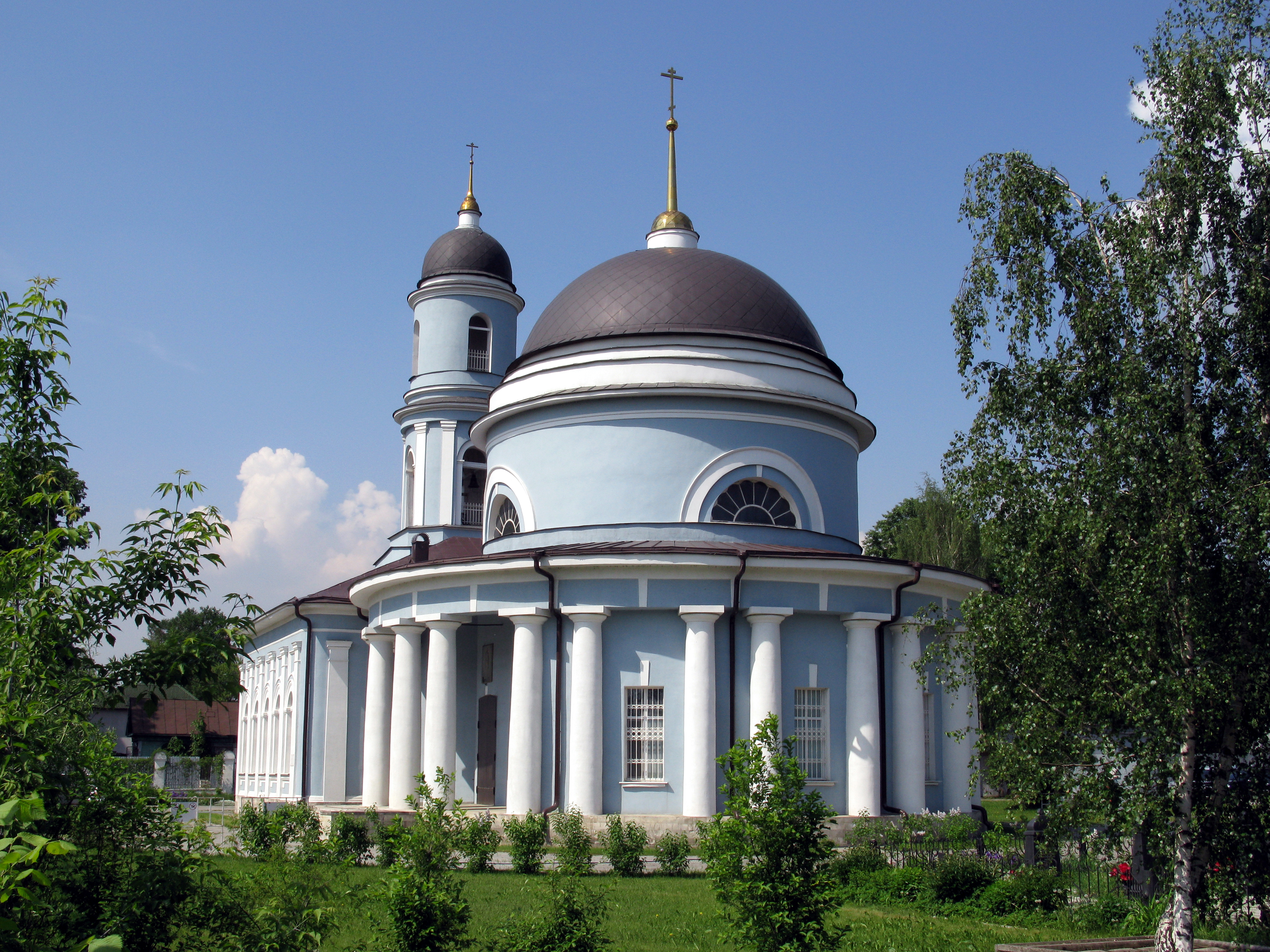
Покровский храм
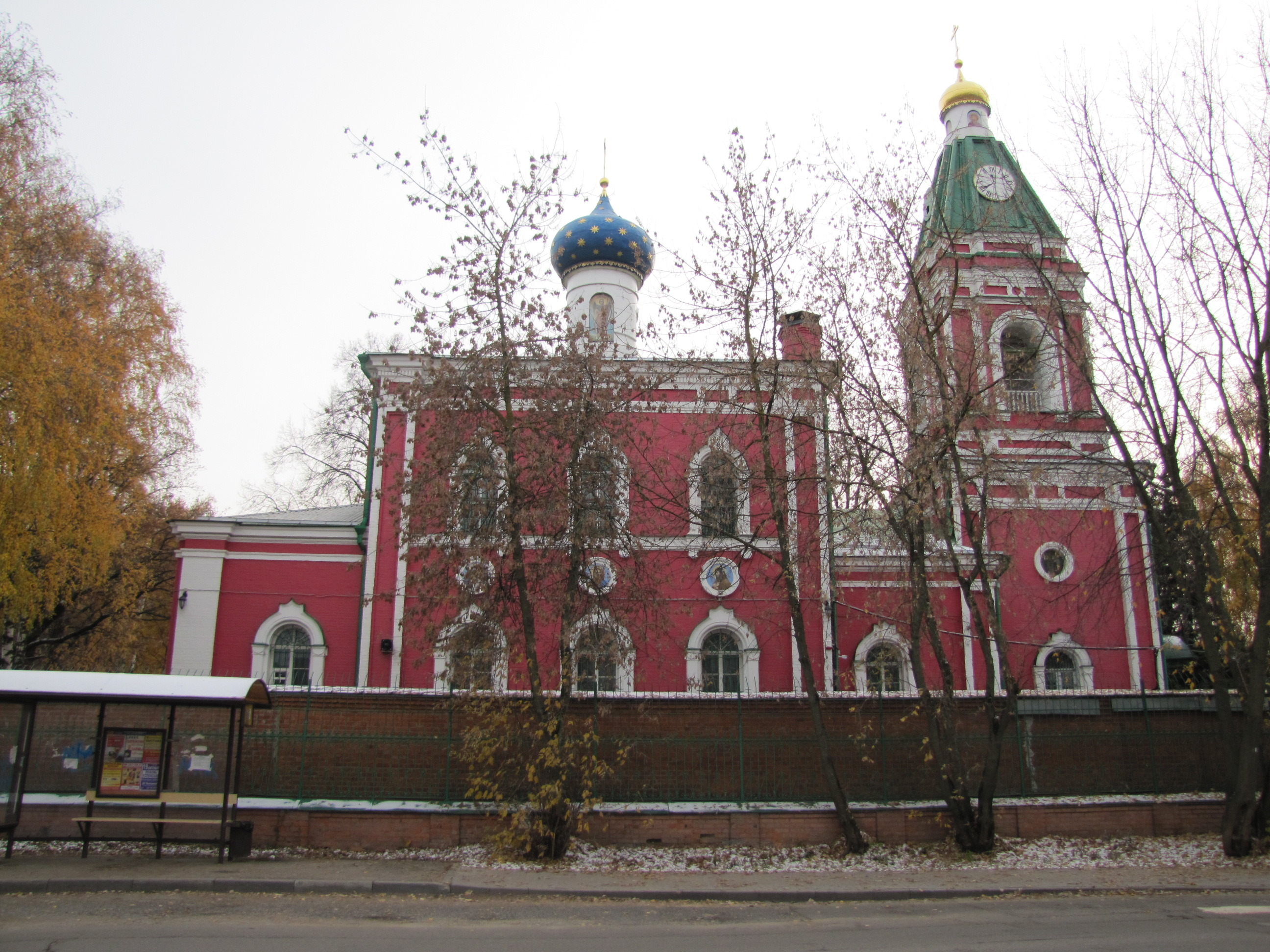
Богородицкий храм

### XXI век
Храм Священноисповедника Луки 
- Храм Священноисповедника Луки на территории медсанбата Отдельной дивизии оперативного назначения МВД РФ, годы постройки 2000—2003.

 Храм Александра Невского 
- Храма Александра Невского воссоздан недалеко от места разрушенной (взорванной) в начале 1960-х годов старинной церкви, годы постройки 2001—2006.

 Храм Новомучеников и Исповедников Российских 
- Храм Новомучеников и Исповедников Российских построен в микрорайоне Кучино (улица Южная, 3А), год постройки 2002.

 Храм Воскресения Словущего 
- Годы постройки 2003—2005.

20 декабря 2003 года была совершена закладка первого камня Храма Воскресения Словущего на городском кладбище в микрорайоне Новский. Строительство велось при содействии авиационной корпорации «Рубин». 27 августа 2004 года состоялось освящение и воздвижение накупольного Креста строящегося храма. 21 ноября 2005 года архиепископ Можайский Григорий совершил чин Великого освящения. Новый каменный храм, сооружённый по проекту прихожанки Преображенской церкви, архитектора Н. Г. Благовидовой, напоминает знаменитую церковь Покрова на Нерли.
 Храм Святителя Николая 
- Год постройки 2006.

На территории Военной академии РВСН имени Петра Великого расположен Храм Святителя Николая, чин Великого освящения которого совершил митрополит Ювеналий 17 июня 2006 года, в день отдания праздника Пятидесятницы. Храм доступен не только для преподавателей и студентов военной академии, но и для всех желающих. Храм сочетает пропорции церкви Покрова на Нерли и характерное для новгородского архитектурного стиля трёхлопастное завершение фасадов.
 Храм в честь Почаевской иконы Божией Матери 
- Год постройки 2006.

5 августа 2006 года, в праздник Почаевской иконы Пресвятой Богородицы, в микрорайоне Салтыковка завершено строительство временного деревянного храма. 11 сентября 2006 года в строящемся храме в честь Почаевской иконы Божией Матери был совершён чин освящения креста.
 Храм иконы Божией Матери Взыскание погибших д. Пуршево 
- Годы постройки 2006—2009.

Храм иконы Божией Матери Взыскание погибших д. Пуршево был построен в Балашихе за три года: 6 сентября 2006 года протоиерей Николай Погребняк совершил чин освящения закладного камня, 7 декабря чин великого освящения новопостроенного храма и первую Божественную литургию в нём совершил митрополит Крутицкий и Коломенский Ювеналий. Одноглавый храм был построен на средства благотворителей строительной компанией «Скопа» (генеральный директор Надир Худан Оглы Мамедов).
 Храм иконы Божией Матери «Всецарица» 
- Годы постройки 2006—2012.

Храм иконы Божией Матери «Всецарица» располагается на территории областного онкологического диспансера в микрорайоне Южный. В день праздника в честь Всецарицы, 31 августа 2006 года благочинный церквей Балашихинского округа протоиерей Николай Погребняк совершил чин освящения закладного камня будущего храма. 20 октября 2012 года по благословению митрополита Ювеналия епископ Балашихинский Николай совершил чин великого освящения новопостроенного храма.
 Храм иконы Божией Матери «Неопалимая Купина» 
- Год постройки 2007.

Памятником архитектуры считается освящённый 5 июля 2007 года храм иконы Божией Матери «Неопалимая Купина», построенный из сруба кедровой сосны в микрорайоне ВНИИПО.
 Храм Георгия Победоносца 
- Год постройки 2007.

19 июля 2007 года митрополит Крутицкий и Коломенский Ювеналий совершил чин великого освящения храма в честь великомученика Георгия Победоносца в Центре специального назначения ФСБ России. Храм построен по инициативе ветеранов спецслужб КГБ — ФСБ в память о сотрудниках, героически погибших при исполнении служебно-боевых заданий.
 Храм великомученицы Екатерины 
- Годы постройки 2007—2010.

В июне 2007 года митрополит Крутицкий и Коломенский Ювеналий в микрорайоне Новый свет заложил храм в честь святой великомученицы Екатерины. 1 июня 2010 года было начато строительство временного деревянного храма, а 8 октября того же года состоялось малое освящение храма и была совершена первая Божественная литургия.
 Храм преподобного Серафима Саровского 
- Год постройки 2012.

28 октября 2012 года в новом микрорайоне Авиаторов на бульваре Нестерова состоялось освящение поклонного Креста и первый молебен об успешном строительстве храма в честь преподобного Серафима Саровского.
 Храм Кирилла и Мефодия 
- Ведётся строительство.

По благословению митрополита Крутицкого и Коломенского Ювеналия, в мае 2012 года в городе Железнодорожный Московской области была создана община в честь святых равноапостольных Кирилла и Мефодия, учителей Словенских, и назначен настоятель будущего храма — священник Артемий Филиппов. 13 августа 2013 года на Рождественской улице епископом Балашихинским Николаем, при присутствии главы города, Жиркова Е. И., был освящён закладной камень на месте будущего строительства Кирилло-Мефодиевского храма. В сентябре 2014 года были начаты первые работы по строительству основного здания храма. 4 ноября 2014 в присутствии большого количества горожан, епископом Балашихинским Николаем, главой г.о. Балашиха Жирковым Е. И. и представителями администрации Балашихи состоялась закладка «капсулы времени» в основание будущего храма. В том же году на пожертвования прихожан и организаций города были возведены стены и перекрытия нижнего храма. В августе 2016 года были начаты работы по возведению стен верхнего храма.

## Спорт
Футбол: Ещё в 1912 году в Нижегородской железнодорожной лиге играли сразу несколько команд из нынешней Балашихи — «Никольское», «Новые Сокольники», «Салтыковка», «Обираловка» и «Кучино». В 1914 году в финале Кубка Нижегородской лиги команда из Салтыковки уступила «Новогирееву» — одной из лучших тогда команд в Москве.
В розыгрыше Кубка РСФСР 1939 года принимали участие сразу две команды из Балашихи — «Крылья Советов» и «Труд».
В городе имеются 3 футбольные команды: ФК «Балашиха» — в сезоне 2022/23 — участник Второй лиги России, а также «Метеор» и «Олимп-Скопа» участвующие в областных соревнованиях. Есть также турнир детских Балашихинских команд по футболу, к примеру: «Новый Свет», «Зелёновка».
Также имеются несколько футбольных арен и секций.
В истории балашихинского спорта почётное место занимает футбольный клуб «Машиностроитель». В 1963 году клуб из Балашихи выиграл золото первенства Московской области. В той юношеской команде блистали будущий Олимпийский чемпион по хоккею Юрий Ляпкин и будущий судья всесоюзной категории Александр Савкин.
Футбольную команду Балашихи «Машиностроитель» в конце 60-х годов тренировал бывший вратарь московского «Спартака» Владимир Чернышёв. Под его руководством балашихинские футболисты достигли пика своей карьеры, выступая в классе «Б» первенства СССР в 1967—1971 годах.
Воспитанники балашихинского футбола выступают на высоком уровне. За московский «Спартак» и сборную России выступает воспитанник балашихинской команды «Виктория» защитник Георгий Джикия. А в «Рубине» играл ещё один воспитанник «Виктории» вратарь Иван Коновалов.
Хоккей: В 1974 году в Балашихе был построен первый каток с искусственным льдом «Рубин». В честь открытия были приглашены хоккеисты из Праги. Матч прошёл при заполненных до отказа трибунах (каток вмещал 3000 болельщиков).
В Балашихе родились и здесь начинали играть в хоккей знаменитые защитники 70-х годов Александр Сапёлкин и Юрий Ляпкин. Особенно яркий след оставил в отечественном хоккее почётный житель Балашихи Юрий Ляпкин, который побеждал на Олимпийских играх и в чемпионатах мира.
В 2007 году открыт крупный спортивный комплекс — ледовый дворец «Балашиха-Арена». Четыре года, с 2019 по 2022, дворец был временной домашней ареной омского хоккейного клуба «Авангард», обладателя Кубка Гагарина сезона 2020/2021 и финалиста сезона 2019/2020. С 2007 по 2010 год здесь выступал ХК МВД, занявший в сезоне 2009/2010 итоговое 2-е место в КХЛ. После этого клуб прекратил своё существование в связи с объединением с московским «Динамо». С сезона 2011/2012 года принимает фарм-клубы ОХК «Динамо»: ХК МВД (МХЛ), «Динамо-Балашиха» (ВХЛ). В сезоне 2016/2017 гг. команда «Динамо» из Балашихи стала чемпионом Высшей хоккейной лиги. Кубок Братины был вручён динамовцам на арене «Балашиха».
Балашихинская команда по хоккею с мячом «Криогенмаш» играла во второй лиге чемпионата СССР с 1979 года. Трижды клуб побеждал в зональном турнире. С 1997 до 2003 года команда играла в первой лиге.
В первенстве Московской области по хоккею с шайбой регулярно выступали балашихинские команды «Рубин» и «Машиностроитель». В 1974 году в Балашихе был открыт каток с искусственным льдом. Он получил название «Рубин». Каток вмещал 3000 болельщиков и не имел крыши. Впоследствии на его месте открылся новый ледовый дворец.

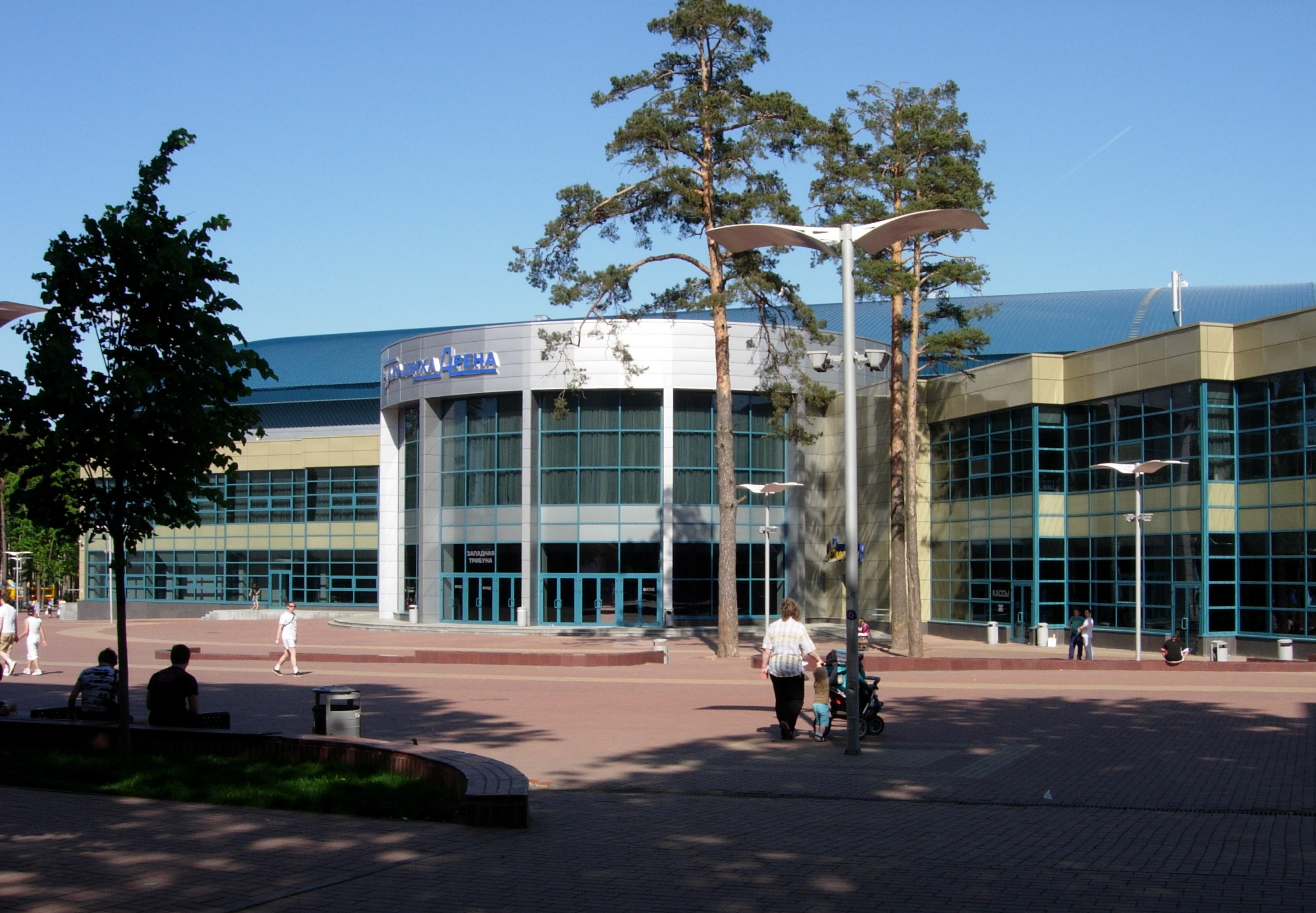
«Балашиха-Арена»

С 2011 года в ледовом дворце «Балашиха Арена» проходит хоккейный «Турнир четырёх наций». В нём участвуют команды разных стран, составленные из игроков не старше 17 лет. Победу на 1-м турнире одержала сборная России, на 2-м — команда США, на 3-м — Чехии.
Теннис: В Балашихе регулярно проходят международные юношеские турниры по теннису категории Tennis Europe (TE), такие как «Balashiha Open», «Russian Open». В Балашихе живёт и тренируется победитель юниорского турнира «Уимблдон» 2009 года Андрей Кузнецов. Также на кортах СК «Балашиха» тренируется жительница Балашихи Анастасия Павлюченкова.
Бокс: В городе ежегодно проводятся международные турниры класса «А» по боксу на призы заслуженного мастера спорта В. П. Агеева. Также в Балашихе проживает, тренируется и участвует в боях российский боксёр-профессионал WBC, чемпион мира по версии IBO, девятикратный чемпион Японии в легчайшем весе Александр Бахтин.
Бейсбол: В 1986 году группы энтузиастов из разных городов Советского Союза начали развивать в стране бейсбол — новый до этого времени у нас вид спорта. Тогда же в посёлке Северный Балашихинского района был перестроен местный стадион под бейсбольный стандарт, а в Балашихе при 29-м спортивном клубе создана команда СКА. А в 1989 году впервые состоялся чемпионат СССР, участие в котором приняли 26 команд. Первыми чемпионами стали бейсболисты СКА из Балашихи.В дальнейшем клуб, меняя разные названия (СКА-29, ЦСКА ПВО, ВАТУ ВВС, ЦСКА ВВС), неизменно был призёром чемпионатов страны, а с 1996 по 2001 год пять раз подряд становился чемпионом России. На базе армейского коллектива формировалась сборная России по бейсболу, ставшая в 2001 году серебряным призёром чемпионата Европы.
В 2000 году в Балашихе появилась ещё одна бейсбольная команда «Торнадо-МГУ». Команда бейсбольного клуба «Торнадо» (Балашиха) — девятикратный чемпион России по бейсболу. С 2001 по 2007 год в финалах чемпионата России неизменно играли две команды из Балашихи.
Другое: 29 ноября 2017 года состоялось открытие Физкультурно-оздоровительного комплекса с плавательным бассейном «Метеор» на улице Заречной, дом 31 «А». На улице Разина находятся Физкультурно-оздоровительный комплекс «Нептун» (большой и малый бассейны, тренажёрный зал, площадка Workout, зал бокса, зал единоборств и др.) и Спортивный клуб «Балашиха» (теннисные корты, футбольное поле, беговая дорожка, спортзал и гостиница). В южной части города находится горнолыжный комплекс «Лисья гора». Включает пять склонов как для начинающих, так и для опытных лыжников и сноубордистов. Они оборудованы пятью бугельными подъёмниками. Система оснежения позволяет поддерживать трассы в хорошем состояния до середины весны. Также в горнолыжном комплексе есть склон для катания на тюбингах, которые ещё называют ватрушками и бубликами. А рядом имеется «Q-park» для занятия сноубордингом. В городе также имеются конно-спортивный комплекс «Балашихинский» и конный клуб «Artiland». С 2013 года в Балашихе имеется Wake Family park для занятия вейкбордингом. В городе живёт и тренируется 3-кратный победитель чемпионата России и победитель командного чемпионата мира по японским шашкам гомоку Илья Муратов.

## СМИ и связь
С 1931 года издаётся местная газета, первоначально носившая название «Большевистский путь», затем — «За коммунизм», с 1960 года — «Знамя коммунизма», а с 1991 года переименованная в «Факт». Тираж газеты — около 10000 экземпляров.
С 1992 года в микрорайоне Железнодорожный издаётся «Городской вестник».
С 1996 года издаётся газета «Владимирка» (до 2001 года носившая название «Вестник Радио-Информ»).
В городе вещает Балашихинское телевидение.
В 2009 году начал работу сайт vbalashihe.ru — Городская поисковая система, который в настоящее время является одним из наиболее востребованных интернет-ресурсов городского округа Балашиха. Каждый день на страницах сайта размещается актуальная и достоверная информация обо всех происходящих в Балашихе событиях. В 2013 году проект vbalashihe.ru стал победителем конкурса в рамках присуждения ежегодной премии Губернатора Московской области «Наше Подмосковье».
Напротив Дивизии имени Дзержинского расположена Балашихинская радиомачта, с которой осуществляется вещание многих столичных радиостанций.
В городе услуги связи представляют следующие операторы:
- Евразия Телеком
- Ростелеком

В городе работают интернет-провайдеры:
- Смайл (Virgin Connect)
- МКС Балашиха (МТС)
- Билайн
- Ростелеком
- Балнет (Комтел-Б)
- Центел
- Лигалинк
- GTPlus (в мкр. Им. Дзержинского)
- Гранлайн

## Балашихинцы — кавалеры высших наград СССР и России
В сентябре 2002 года на площади Славы Балашихи появилась Аллея героев «Землякам — героям Отечества», где увековечены имена Героев Советского Союза и полных кавалеров ордена Славы — жителей Балашихинского района. Вдоль Аллеи героев установлены памятные мемориальные доски в нишах с именами героев.

### Герои России
1. Баландин, Алексей Васильевич — (1961—2009) — полковник ФСБ, участник двух чеченских войн, Герой Российской Федерации (2009). Родился в Балашихе.
2. Буриличев, Алексей Витальевич — вице-адмирал (2006). Герой Российской Федерации (1996).
3. Дорофеев, Анатолий Васильевич — комбат 17-го гвардейского стрелкового полка 5-й гвардейской стрелковой дивизии 11-й гвардейской армии. Отличился в ходе Восточно-Прусской наступательной операции, при взятии города-крепости Кёнигсберг (ныне Калининград), военно-морской базы Пиллау, при форсировании пролива Зеетиф и захвате плацдарма на косе Фрише-Нерунг[137]. Именем Героя названа «улица Дорофеева» (бывшая ул. Нефтебаза) в западной части Городского округа Балашиха, примыкающей к автодороге М7 «Волга»[138], на доме, в котором жил герой установлена мемориальная доска[139]
4. Козлов, Илья Николаевич — подводник, командир дивизии подводных лодок Краснознамённого Тихоокеанского флота, контр-адмирал.
5. Лысюк, Сергей Иванович — полковник, Герой Российской Федерации.
6. Посадский, Владислав Анатольевич — участник боевой операции по освобождению заложников в Чеченской Республике, полковник, Герой Российской Федерации.
7. Сагалевич, Анатолий Михайлович — советский и российский учёный, исследователь Мирового океана с применением глубоководных обитаемых аппаратов, профессор. Герой Российской Федерации.
8. Ситников, Алексей Сергеевич — боец разведывательной группы 604-го Центра специального назначения «Витязь» Внутренних войск МВД России, сержант.
9. Флёров, Иван Андреевич — командир первой в ВС СССР отдельной экспериментальной батареи реактивной артиллерии, капитан. Его имя носят средняя школа № 3 (возле которой стоит памятник «Катюше») и одна из улиц города.

### Герои Советского Союза
1. Абрамов, Владимир Фёдорович — участник Великой Отечественной войны, командир эскадрильи 10-го гвардейского истребительного авиационного полка 1-й гвардейской истребительной авиационной дивизии Военно-воздушных сил Балтийского флота, генерал-майор авиации.
2. Батицкий, Павел Фёдорович — участник Великой Отечественной войны, командир 50-го стрелкового корпуса, 7 мая 1965 года «за умелое руководство войсками, мужество, отвагу и героизм, проявленные в борьбе с немецко-фашистскими захватчиками, и в ознаменование 20-летия победы советского народа в Великой Отечественной войне 1941—1945 гг.» генералу армии Батицкому Павлу Фёдоровичу присвоено звание Героя Советского Союза.
3. Бояринов. Григорий Иванович — участник Великой Отечественной войны, пуководитель штурма Дворца Амина, во время которого погиб. Герой Советского Союза (1980).
4. Буфетов, Василий Иванович — участник Великой Отечественной войны, командовал батареей 121-й отдельной гаубичной артиллерийской бригады большой мощности 2-й артиллерийской дивизии 6-го артиллерийского корпуса прорыва 5-й ударной армии 1-го Белорусского фронта, Герой Советского Союза (1946).
5. Галуза, Григорий Григорьевич — участник Великой Отечественной войны, командир разведывательной роты 9-й гвардейской механизированной бригады 3-го гвардейского механизированного корпуса 1-го Прибалтийского фронта.
6. Гусаров, Николай Михайлович — майор, лётчик. Совершил 501 боевой вылет, лично сбил 30 самолётов врага. За умелое обеспечение авиационного прикрытия при форсировании Днепра и личный героизм в 1943 г. было присвоено звание Героя Советского Союза[140].
7. Данилицкий, Антон Петрович — участник Великой Отечественной войны, командир танка Т-34 53-го танкового полка 69-й механизированной бригады 9-го механизированного корпуса 3-й гвардейской танковой армии 1-го Украинского фронта.
8. Десницкий, Пётр Павлович — лётчик, участник боёв в Испании в 1936 году. Воевал в составе 1-й Интернациональной авиационной эскадрильи республиканской армии Испании. В одном из боёв был тяжело ранен. Звание Героя Советского Союза было присвоено в 1937 году[141].
9. Жигунов, Владимир Романович — участник Великой Отечественной войны, командир звена 140-го гвардейского штурмового авиационного полка 8-й гвардейской штурмовой авиационной дивизии 1-го гвардейского штурмового авиационного корпуса 2-й воздушной армии 1-го Украинского фронта
10. Жогов, Семён Григорьевич — участник Великой Отечественной войны, разведчик сводного кавалерийского эскадрона 354-й стрелковой дивизии 105-го стрелкового корпуса 65-й армии 2-го Белорусского фронта
11. Жуков Иван Ефимович — военный лётчик, Герой Советского Союза (1982)
12. Иванкин, Юрий Петрович — участник Великой Отечественной войны, стрелок 239-го гвардейского стрелкового полка 76-й гвардейской стрелковой дивизии 61-й армии Центрального фронта.
13. Квитков, Александр Спиридонович — участник Великой Отечественной войны, командир отделения 218-го гвардейского стрелкового полка 77-й гвардейской стрелковой дивизии 61-й армии Центрального фронта
14. Корнилаев, Анатолий Николаевич — лейтенант, артиллерист. В 1943 году при форсировании Днепра, в одном бою расчёт лейтенанта Корнилаева уничтожил 16 танков. За мужество и героизм ему присвоено звание Героя Советского Союза[142].
15. Кудаковский, Лев Власович — участник Великой Отечественной войны, командир батальона 992-го стрелкового полка 306-й стрелковой дивизии 43-й армии 1-го Прибалтийского фронта
16. Нестеров, Игорь Константинович — участник Великой Отечественной войны, командир звена 31-го гвардейского истребительного авиационного полка 6-й гвардейской истребительной авиационной дивизии 8-й воздушной армии 4-го Украинского фронта
17. Овсянников, Дмитрий Никитович — участник Великой Отечественной войны, командир звена 74-го гвардейского штурмового авиационного полка 1-й гвардейской штурмовой авиационной дивизии 1-го гвардейского штурмового авиационного корпуса 1-й воздушной армии 3-го Белорусского фронта
18. Пушкин, Николай Петрович — участник Великой Отечественной войны, командир эскадрильи 2-го гвардейского истребительного авиационного полка 215-й истребительной авиационной дивизии 2-го истребительного авиационного корпуса 3-й воздушной армии Калининского фронта. Первый командир эскадрильи «Монгольский арат»
19. Пчелинцев, Владимир Николаевич — участник Великой Отечественной войны, снайпер 11-й стрелковой бригады 8-й армии Ленинградского фронта. Один из самых результативных снайперов Второй мировой войны.
20. Попов, Константин Ильич — участник боевых действий в Египте, командир зенитно-ракетного дивизиона 18-й особой зенитно-ракетной дивизии.
21. Поликахин, Илья Иванович — рядовой дивизионной разведки. Участник боёв за освобождение Севастополя. 6 мая 1944 года с группой разведчиков первым водрузил Красное знамя на вершине Сапун-горы. Звание Героя Советского Союза было присвоено 24 марта 1945 года[143].
22. Руднева, Евгения Максимовна — участница Великой Отечественной войны, штурман 46-го гвардейского авиаполка, прозванного немцами «ночными ведьмами». Памятник Е. М. Рудневой установлен у школы № 14 в микрорайоне Салтыковка, где она училась.
23. Саначёв, Михаил Данилович — участник Великой Отечественной войны, командир роты 94-го танкового батальона 54-й танковой бригады 3-го танкового корпуса 2-й танковой армии, 2-го Украинского фронта.
24. Соколов, Юрий Сергеевич — лейтенант, танкист. В 1943—1944 гг. участвовал в освобождении Украины. За проявленные доблесть и отвагу, в тяжёлых боях за город Винницу, был удостоен высокого звания Героя Советского Союза[144].
25. Цыганков, Пётр Николаевич — участник Великой Отечественной войны, командир миномётного расчёта 1033-го стрелкового полка 280-й Конотопской стрелковой дивизии 60-й армии Центрального фронта
26. Шапиро, Валентин Ефимович — участник Великой Отечественной войны, командир звена 31-го гвардейского истребительного авиационного полка 6-й гвардейской истребительной авиационной дивизии 3-го гвардейского истребительного авиационного корпуса 5-й воздушной армии 2-го Украинского фронта.

### Полные кавалеры ордена Славы
1. Андрейчев, Михаил Иванович — участник Великой Отечественной войны, командир отделения 252-го гвардейского стрелкового полка[145].
2. Большаков, Михаил Алексеевич — участник Великой Отечественной войны, механик-водитель танка 28-й отдельной гвардейской танковой бригады 39-й армии 3-го Белорусского фронта
3. Васильев, Михаил Петрович — участник Великой Отечественной войны, наводчик орудия 520-го стрелкового полка 167-й стрелковой дивизии 1-й гвардейской армии 4-го Украинского фронта
4. Михалёв, Василий Павлович — участник Великой Отечественной войны, командир отделения взвода разведки 684-го стрелкового полка 409-й стрелковой дивизии 7-й гвардейской армии 2-го Украинского фронта[137].
5. Яганов, Николай Максимович — участник Великой Отечественной войны, разведчик 129-го гвардейского стрелкового полка 45-й гвардейской стрелковой дивизии 6-й гвардейской армии 2-го Прибалтийского фронта. Именем Героя названа «улица Яганова» бывшая ул. Станция Стройка в западной части города Балашиха. Кроме того, в 2020 году в честь Героя была названа улица в новом жилом комплексе «Пехра».[138].

### Герои Социалистического Труда
1. Беляков, Виктор Петрович — генеральный директор и главный конструктор НПО «Криогенмаш».
2. Боханов, Николай Иванович — директор суконной фабрики № 5.
3. Евстафьев, Николай Павлович — директор Балашихинского литейно-механического завода Министерства авиационной промышленности СССР.
4. Курташин, Владимир Егорович — директор НПО «Криогенмаш».
5. Сторожев, Дмитрий Андрианович — председатель агрофирмы — колхоза имени С. М. Кирова Балашихинского района.

## Города-побратимы
| Страна   | Город-побратим | Год установления связи |
| -------- | -------------- | ---------------------- |
| Китай    | Янчжоу         | 2006                   |
| Болгария | Перник         | 2015                   |
| Словакия | Мартин         | 2016                   |
| Беларусь | Могилёв        | 2024                   |